# Testudinídeos
Os testudinídeos (Testudinidae), dentro da ordem Testudines, são uma família biológica que engloba todas as espécies de tartarugas terrestres, entre as quais os jabutis. Como todos os quelónios, os testudinídeos têm o corpo protegido por uma carapaça e plastrão. As tartarugas terrestres podem apresentar, conforme a espécie, dimensões muito variáveis, desde alguns centímetros até mais de um metro. A sua dieta é herbívora, embora nalguns casos se alimentem também de carne (por exemplo todas as espécies do género Kinixys). Geralmente, podem viver até idades muito avançadas e por isso representam símbolos de longevidade em diversas culturas. Os animais mais velhos registados na terra foram três tartarugas terrestres: Tu'i Malila, que morreu em 1967, aos 188 anos; Adwaita, que morreu em 2006 entre os 150 e os 250 anos; e Harriet que morreu também em 2006 com uma idade estimada em 175 anos.

## Taxonomia

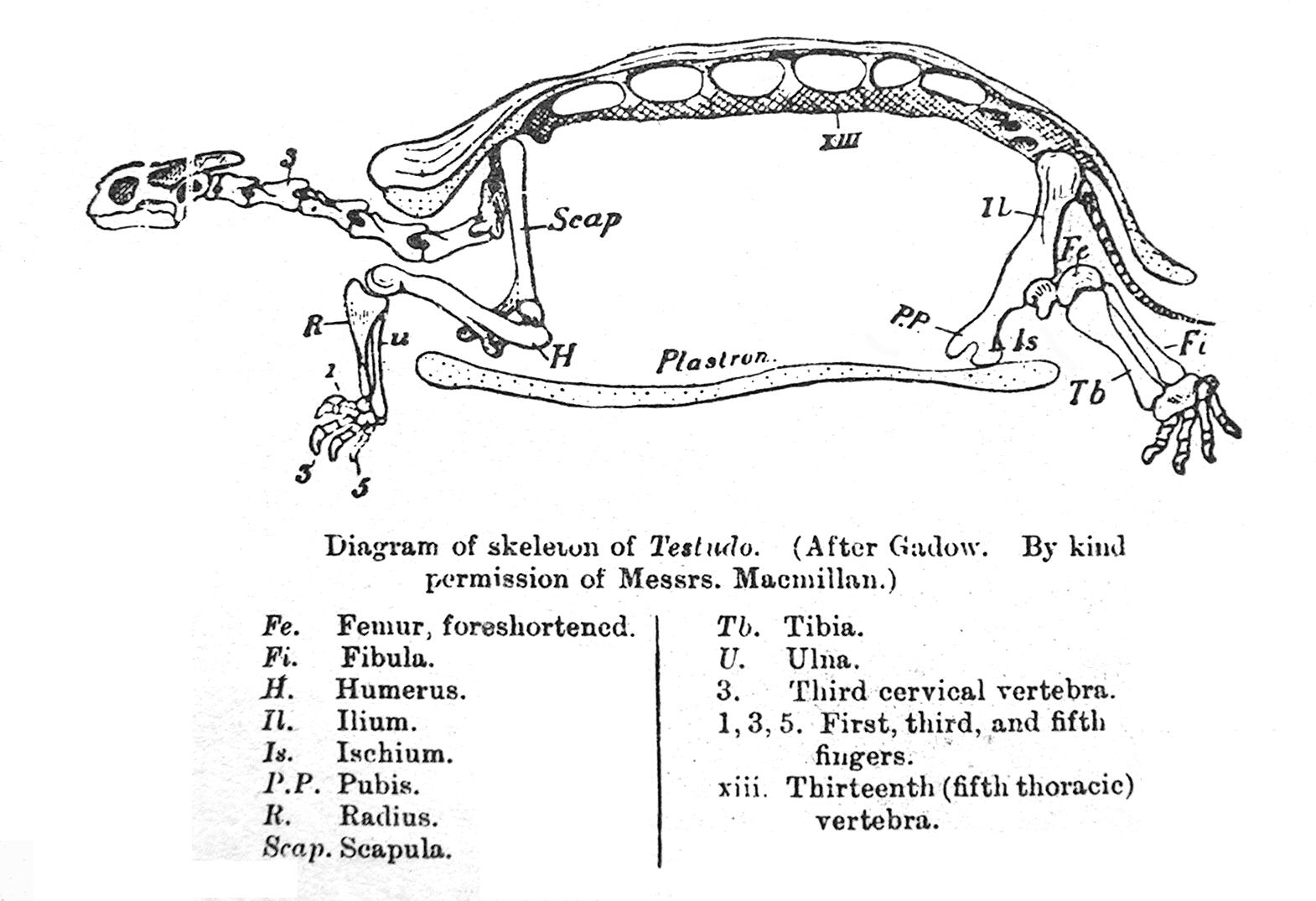
Esqueleto de uma tartaruga terrestre

A família Testudinidae foi tradicionalmente dividida em duas subfamílias, Testudininae Gray, 1825 e Xerobatinae Agassiz, 1857, entretanto, análises filogenéticas não reconhecem nenhuma subdivisão para a família.

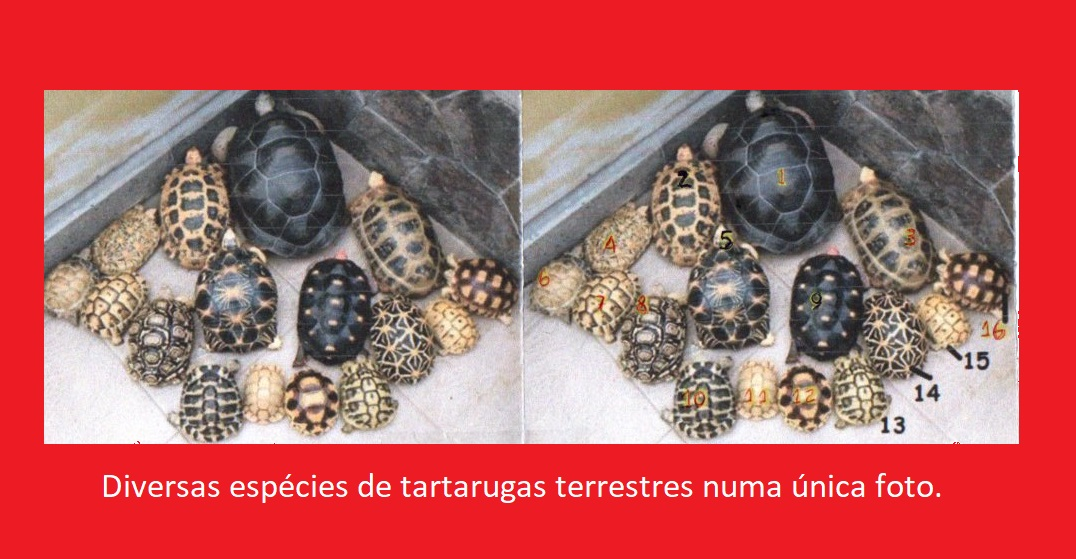
Diversos exemplares de tartarugas terrestres (testudinidae)

Esta lista de espécies segue em grande parte o Turtle Taxonomy Working Group (2021) e o Turtle Extinctions Working Group (2015).
Família Testudinidae Batsch 1788
- †Alatochelon[8]
  - † Alatochelon myrteum

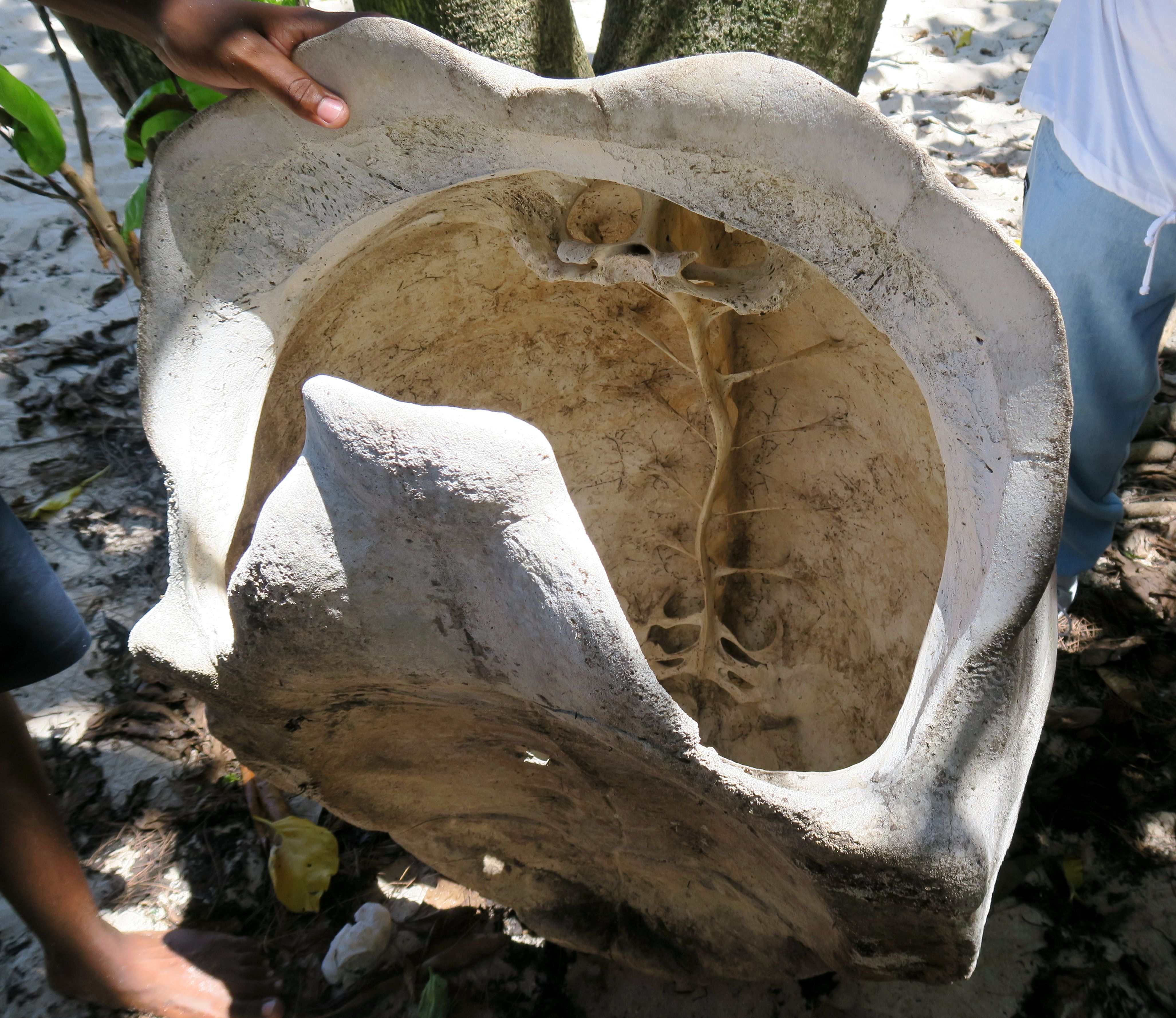
Um esqueleto da tartaruga gigante de Aldabra encontrado em Cousin Island (Seychelles).

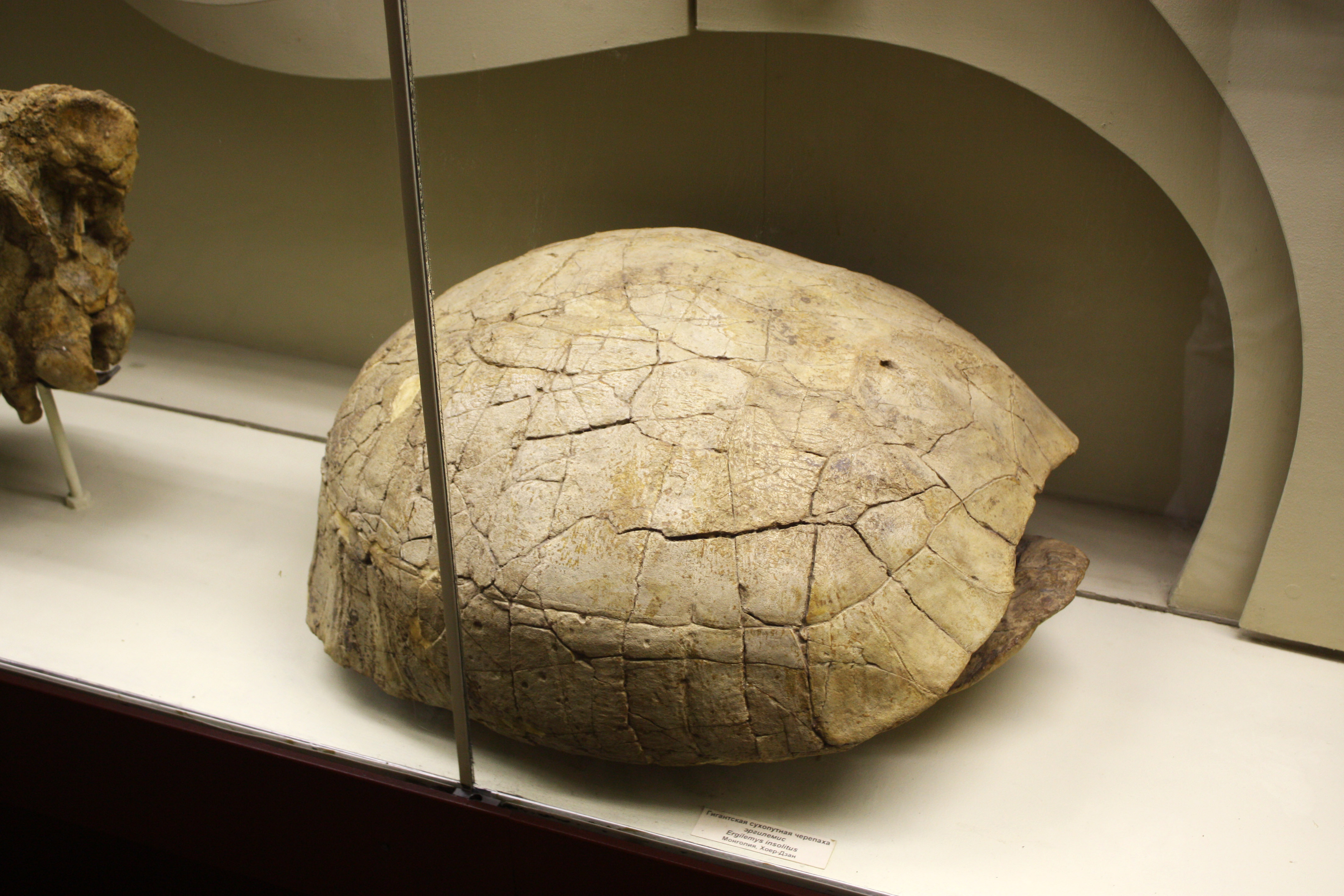
Fóssil da extinta Ergilemys insolitus

- Aldabrachelys Loveridge and Williams 1957:166[9] [nota 1]
  - Aldabrachelys gigantea Aldabran giant tortoise.
  - †Aldabrachelys abrupta Holoceno tardio, extinto cerca de 1200 DC
  - †Aldabrachelys grandidieri Holoceno tardio, extinto cerca de 884 DC
- Astrochelys Gray, 1873:4[11][nota 1]
  - Astrochelys radiata
  - Astrochelys yniphora, Madagascar
- Centrochelys Gray 1872:5[12]
  - † Centrochelys atlantica
  - † Centrochelys burchardi, tartaruga gigante de Tenerife[13]
  - † Centrochelys marocana
  - † Centrochelys robusta
  - Centrochelys sulcata
  - † Centrochelys vulcanica
- Chelonoidis Fitzinger 1835:112[14][nota 1]
  - † Chelonoidis alburyorum Tartaruga ábaco, Pleistoceno tardio, extinto c. 1400 dC
  - Chelonoidis carbonaria, jabuti-piranga
  - Chelonoidis chilensis, tartaruga do Chaco
  - † Chelonoidis cubensis Tartaruga gigante cubana
  - Chelonoidis denticulatus Jabuti-tinga
  - † C. dominicensis Tartaruga gigante dominicana[15]
  - † Chelonoidis lutzae Tartaruga gigante de Lutz, Pleistoceno tardio
  - † Chelonoidis monensis
  - Chelonoidis nigra Tartaruga-das-galápagos[16]
  - † Chelonoidis sellovii Tartaruga gigante do Cone Sul, Pleistoceno
  - † Chelonoidis sombrerensisTartaruga gigante sombrero, final do Pleistoceno
- Chersina Gray 1830:5
  - Chersina angulata
- † Cheirogaster Bergounioux 1935:78
  - †Cheirogaster gymnesicaPlioceno Superior ao Pleistoceno Inferior
  - †Cheirogaster schafferiPlioceno ao Pleistoceno Inferior
- Chersobius Fitzinger, 1835
  - Chersobius boulengeri,
  - Chersobius signatus
  - Chersobius solus
- †Cylindraspis Fitzinger 1835:112[14] (todas as espécies extintas) segundo Austin e Arnold, 2001.[17][nota 1]
  - †Cylindraspis indica, sinônimo Cylindraspis borbonica, Tartaruga gigante de Reunião
  - †Cylindraspis inepta, Tartaruga gigante da Maurícia de sela ou Tartaruga gigante abobadada da Maurícia
  - †Cylindraspis peltastes, tartaruga gigante abobadada de Rodrigues
  - †Cylindraspis triserrata, Tartaruga gigante da Maurícia abobadada ou tartaruga gigante de carapaça chata da Maurícia
  - †Cylindraspis vosmaeri, tartaruga-gigante-de-rodrigues-sela
- † Ergilemys Ckhikvadze, 1984[18]
  - Ergilemys bruneti
  - Ergilemys insolitus
  - Ergilemys saikanensis
- Geochelone Fitzinger 1835:112[14]
  - † Geochelone vulcanica tartaruga gigante da Gran Canária[19]
  - Geochelone elegans, tartaruga estrelada indiana
  - Geochelone platynota, tartaruga estrelada da Birmânia
  - † Geochelone robusta  tartaruga gigante de Malta
- Gopherus Rafinesque 1832:64[20]
  - Gopherus agassizii, Tartaruga do deserto de Mojave, Tartaruga do deserto de Agassiz
  - Gopherus berlandieri,  tartaruga do Texas
  - Gopherus flavomarginatus,  tartaruga de Bolson
  - Gopherus morafkai
  - Gopherus polyphemus
- † Hadrianus
  - Hadrianus corsoni (syn. H. octonarius)
  - Hadrianus robustus
  - Hadrianus schucherti
  - Hadrianus utahensis
- † Hesperotestudo
  - Hesperotestudo alleni
  - Hesperotestudo angusticeps
  - Hesperotestudo brontops
  - Hesperotestudo equicomes
  - Hesperotestudo impensa
  - Hesperotestudo incisa
  - Hesperotestudo johnstoni
  - Hesperotestudo kalganensis
  - Hesperotestudo niobrarensis
  - Hesperotestudo orthopygia
  - Hesperotestudo osborniana
  - Hesperotestudo percrassa
  - Hesperotestudo riggsi
  - Hesperotestudo tumidus
  - Hesperotestudo turgida
  - Hesperotestudo wilsoni
- Homopus Duméril e Bibron 1834:357[21]
  - Homopus areolatus, tartaruga do Cabo
  - Homopus femoralis
- Indotestudo Lindholm, 1929[nota 1]
  - Indotestudo elongata
  - Indotestudo forstenii
  - Indotestudo travancorica
- Kinixys
  - Kinixys belliana
  - Kinixys erosa
  - Kinixys homeana
  - Kinixys lobatsiana
  - Kinixys natalensis
  - Kinixys spekii
- Malacochersus Lindholm 1929:285[22]
  - Malacochersus tornieri, tartaruga panqueca
- Manouria Gray 1854:133[23][nota 1]
  - Manouria emys
  - Manouria impressa
- † Megalochelys Falconer, H. and Cautley, P.T. 1837.[24]
  - † Megalochelys atlas, Tartaruga do Atlas, Extinta – Plioceno ao Pleistoceno
  - † Megalochelys cautleyi, tartaruga gigante de Cautley
- Psammobates Fitzinger 1835:113[14]
  - Psammobates geometricus, tartaruga geométrica
  - Psammobates oculifer, Tartaruga de tenda serrilhada, Tartaruga de tenda de Kalahari
  - Psammobates tentorius, tartaruga de tenda africana
- Pyxis Bell 1827:395[25]
  - Pyxis arachnoides
  - Pyxis planicauda, tartaruga-aranha-de-cauda-chata, (Madagascan) tartaruga-de-cauda-chata, tartaruga-aranha-de-cauda-chata
- Stigmochelys Gray, 1873
  - Stigmochelys pardalis, tartaruga leopardo
- † Stylemys
  - Stylemys botti
  - Stylemys calaverensis
  - Stylemys canetotiana
  - Stylemys capax
  - Stylemys conspecta
  - Stylemys copei
  - Stylemys emiliae
  - Stylemys frizaciana
  - Stylemys karakolensis
  - Stylemys nebrascensis (syn. S. amphithorax)
  - Stylemys neglectus
  - Stylemys oregonensis
  - Stylemys pygmea
  - Stylemys uintensis
  - Stylemys undabuna
- † Titanochelon
  - †Titanochelon gymnesica (Bate, 1914)  Ilhas Baleares, Plioceno
  - † Titanochelon bolivari (Hernandez-Pacheco, 1917)  (tipo) Península Ibérica, Mioceno
  - † Titanochelon bacharidisi (Vlachos et al., 2014)   Grécia, Bulgária, final do Mioceno
  - † Titanochelon perpiniana (Deperet 1885)  França, Mioceno
  - †Titanochelon schafferi (Szalai, 1931)   Samos, Grécia, Mioceno
  - †Titanochelon vitodurana (Biedermann 1862)  Suíça, início do Mioceno
  - †Titanochelon kayadibiensis Karl, Staesche & Safi, 2021, Anatólia, Mioceno
  - †Titanochelon eurysternum (Gervais, 1848–1852)  França, Mioceno
  - †Titanochelon ginsburgi (de Broin, 1977 ) França, Mioceno
  - †Titanochelon leberonensis (Depéret, 1890)  França, Mioceno
- Testudo
  - Testudo graeca, tartaruga grega
  - Testudo hermanni, Hermann's tortoise
  - Testudo horsfieldii, tartaruga russa, também classificada como Agrionemys horsfieldii
  - Testudo kleinmanni, tartaruga egípcia, incluindo a tartaruga do Negev
  - Testudo marginata

## Galeria de imagens

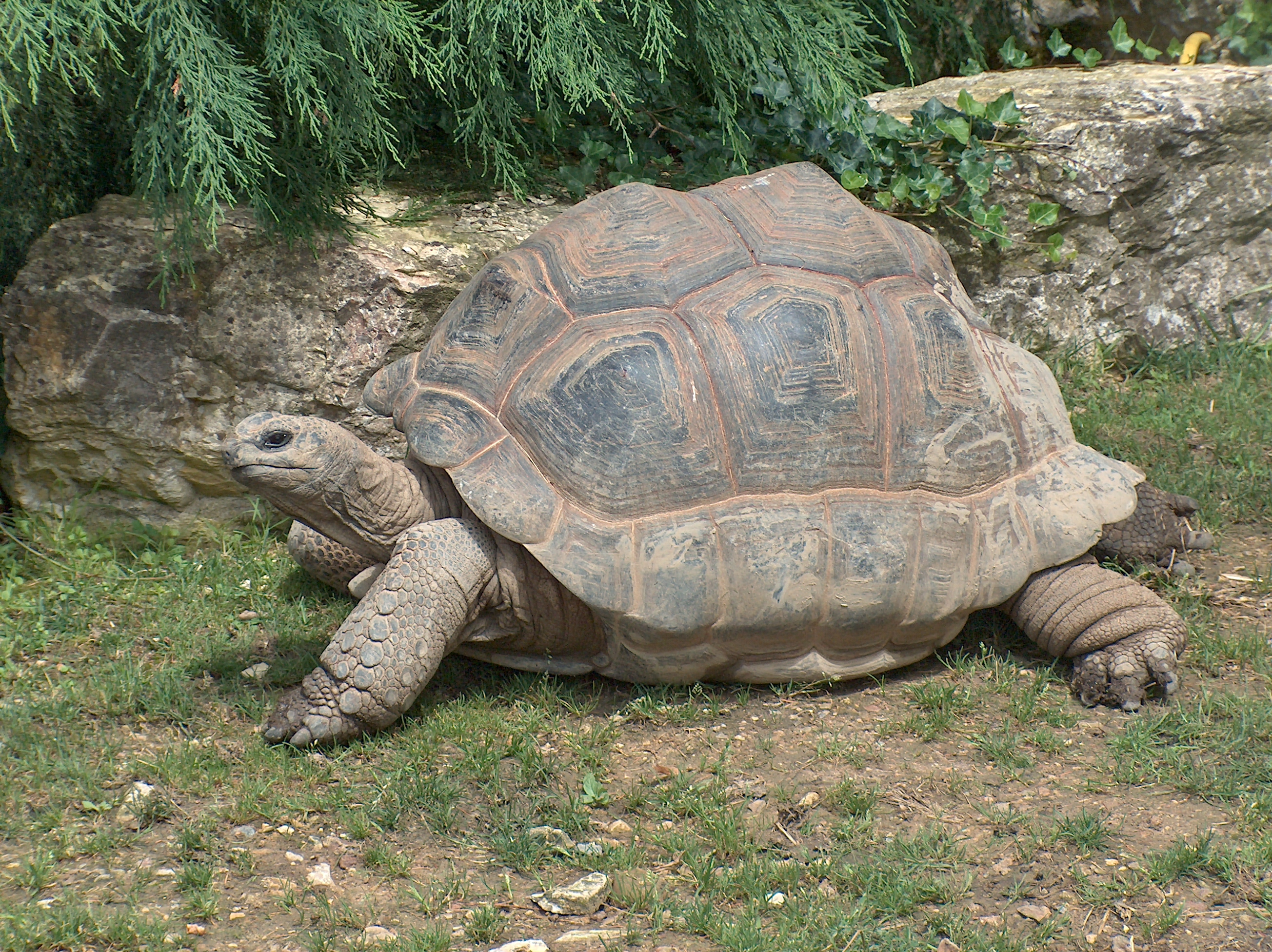
Aldabrachelys gigantea, espécie nativa das Seychelles.
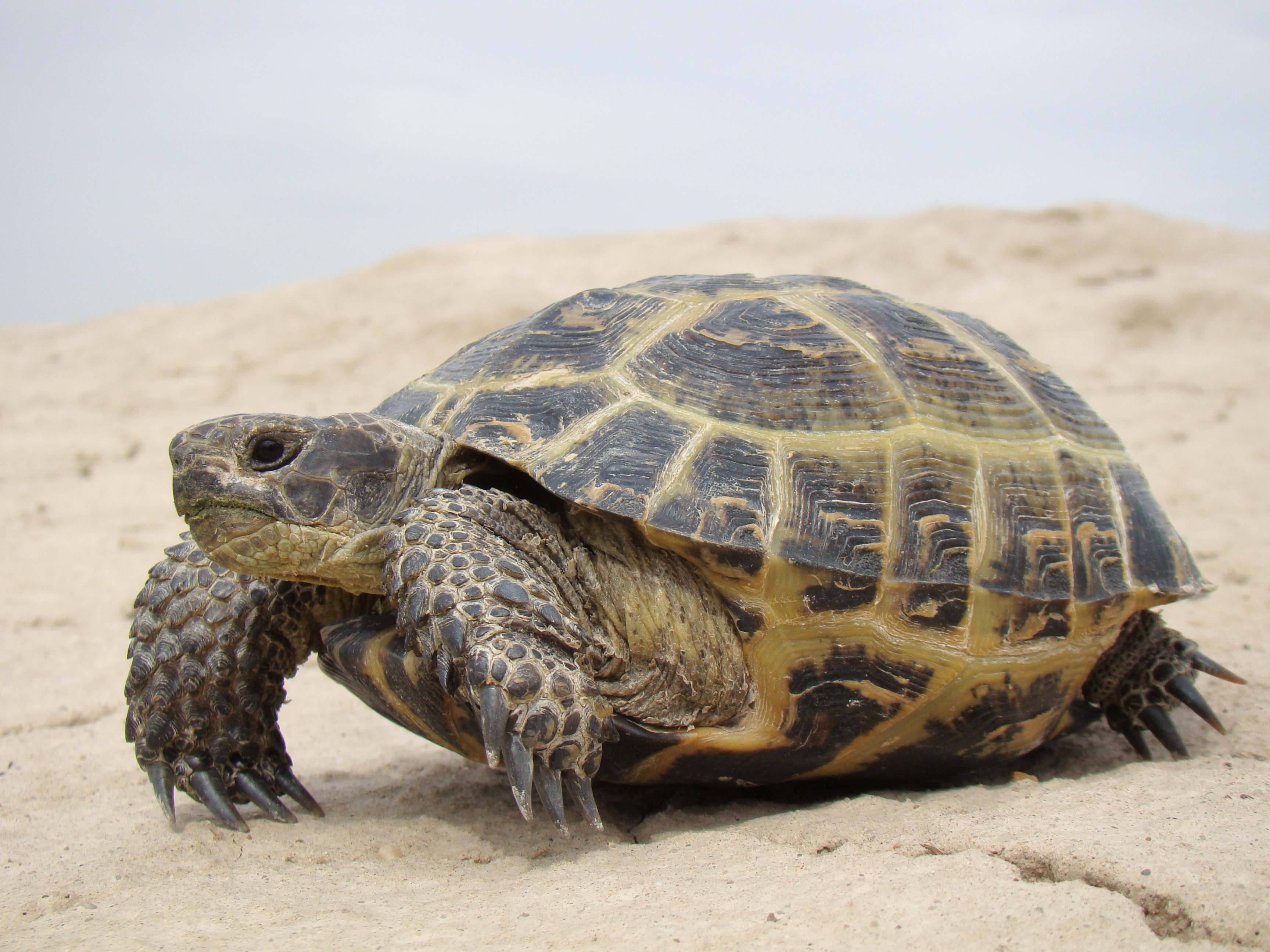
Agrionemys horsfieldii, Ásia Central.
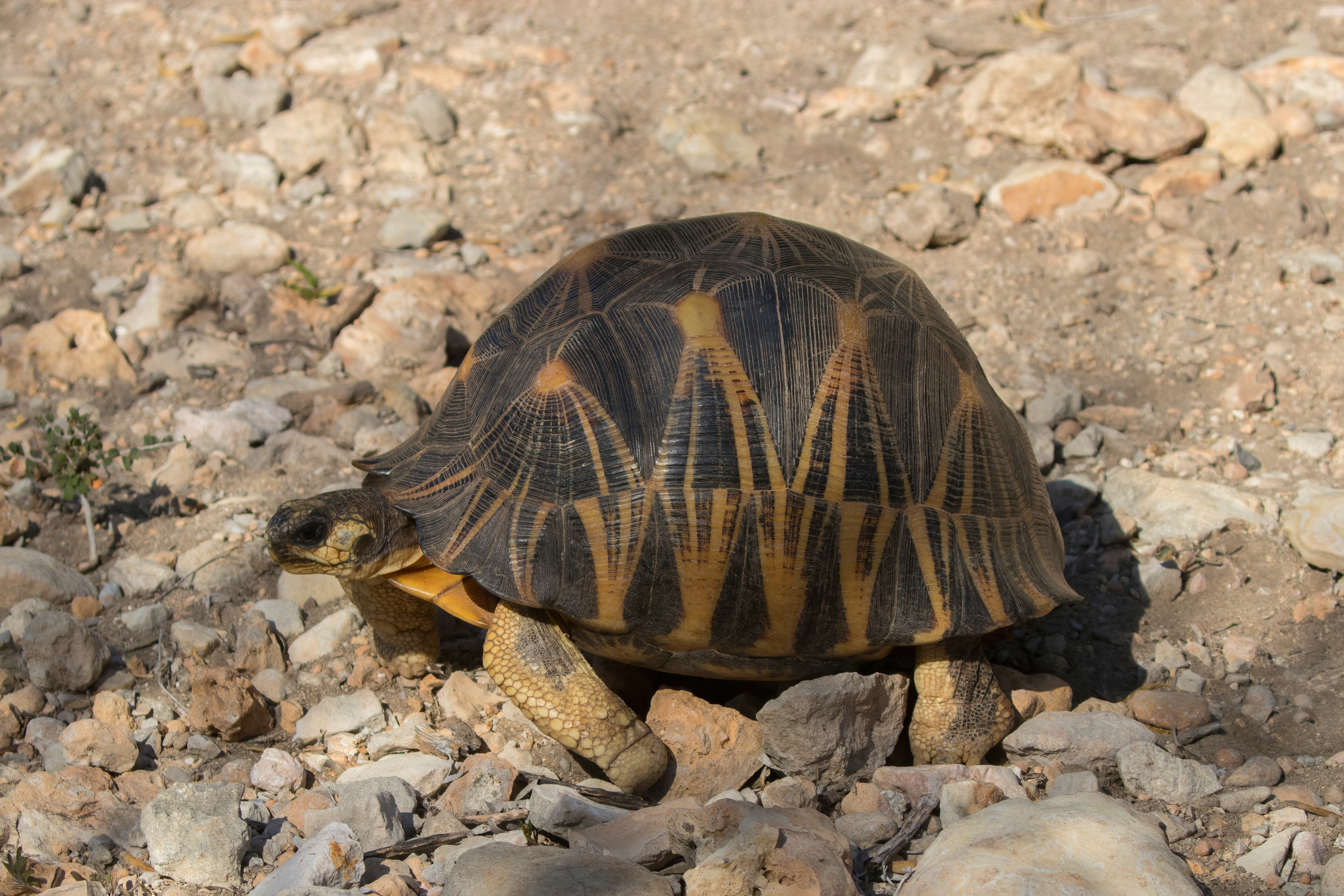
Astrochelys radiata, do sul de Madagascar.
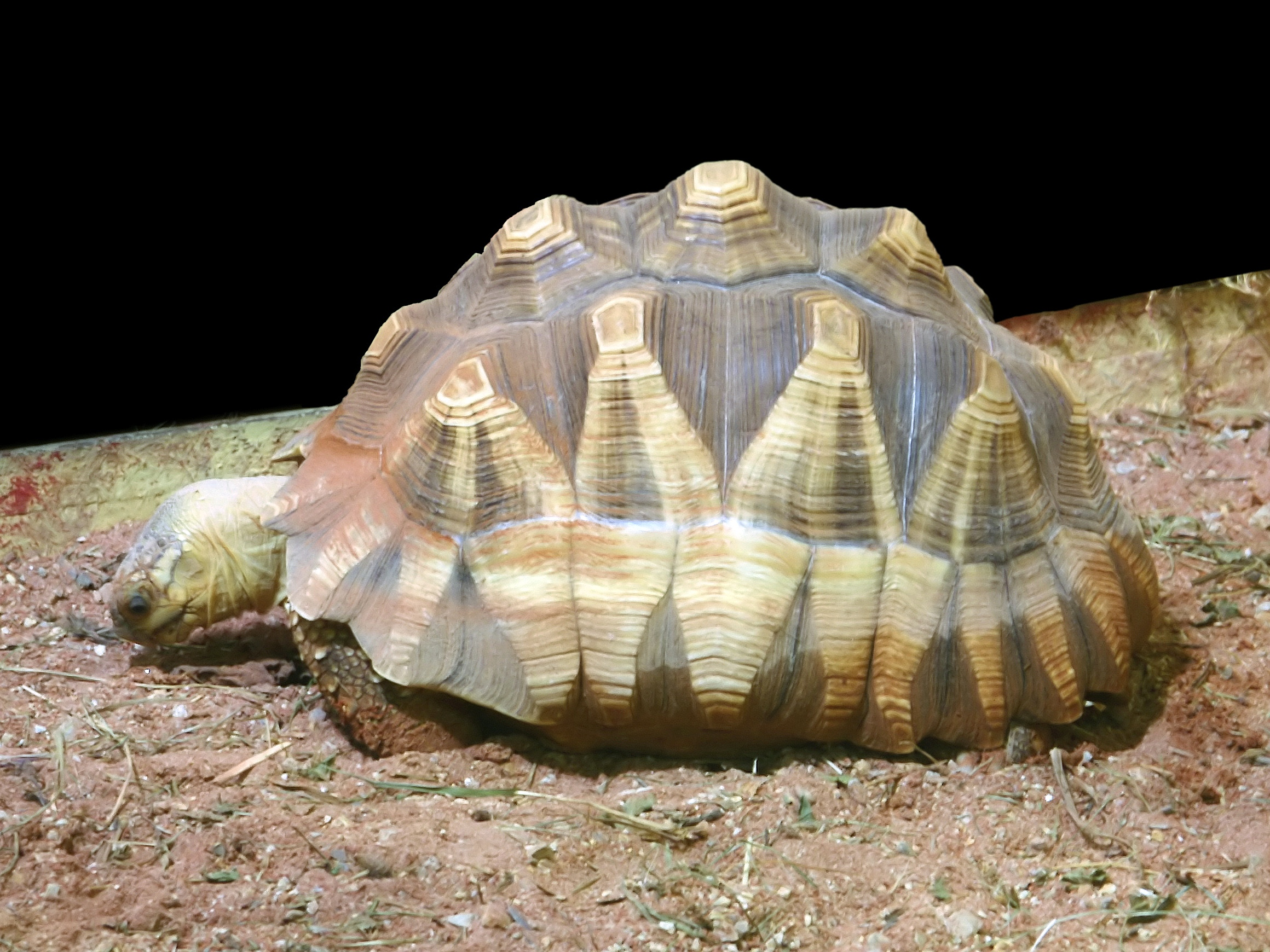
Astrochelys yniphora, de Madagascar.
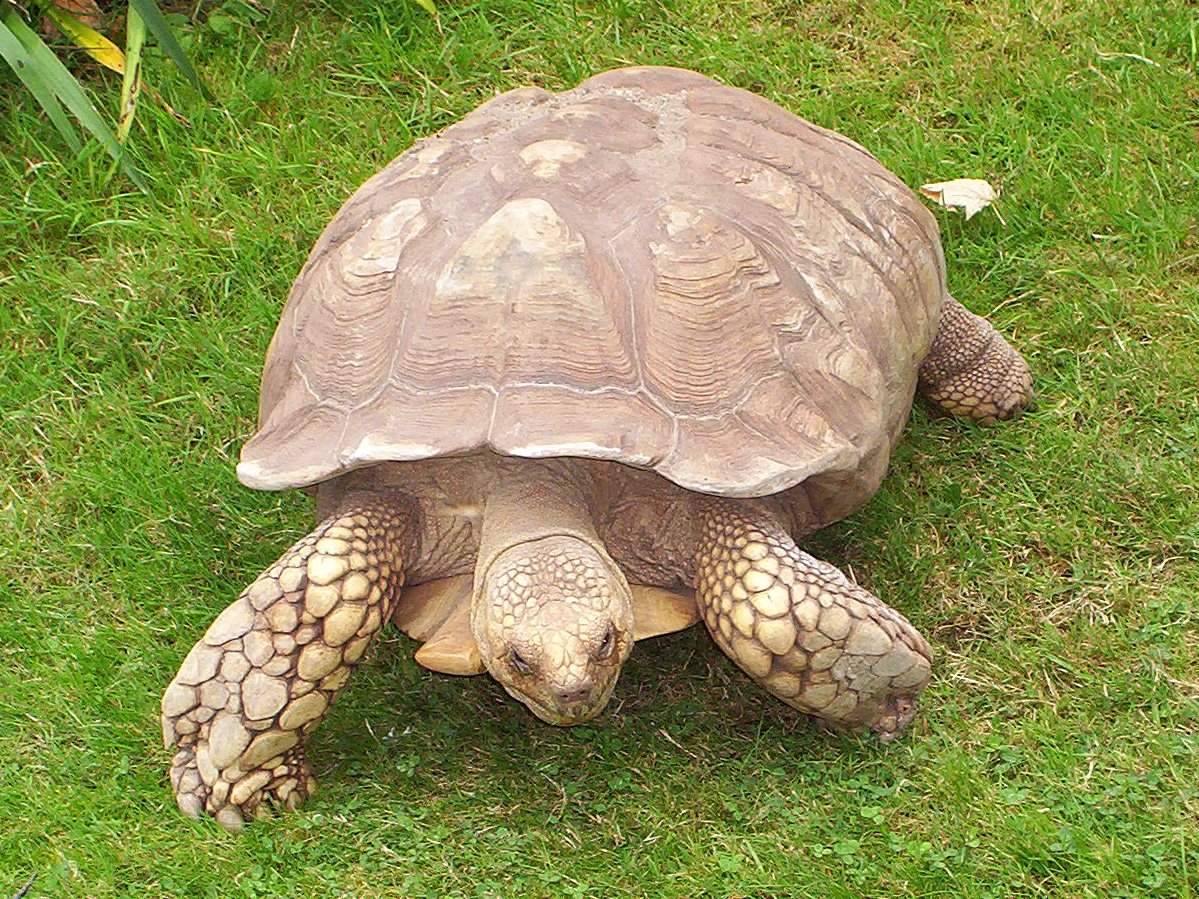
Centrochelys sulcata, deserto do norte africano.
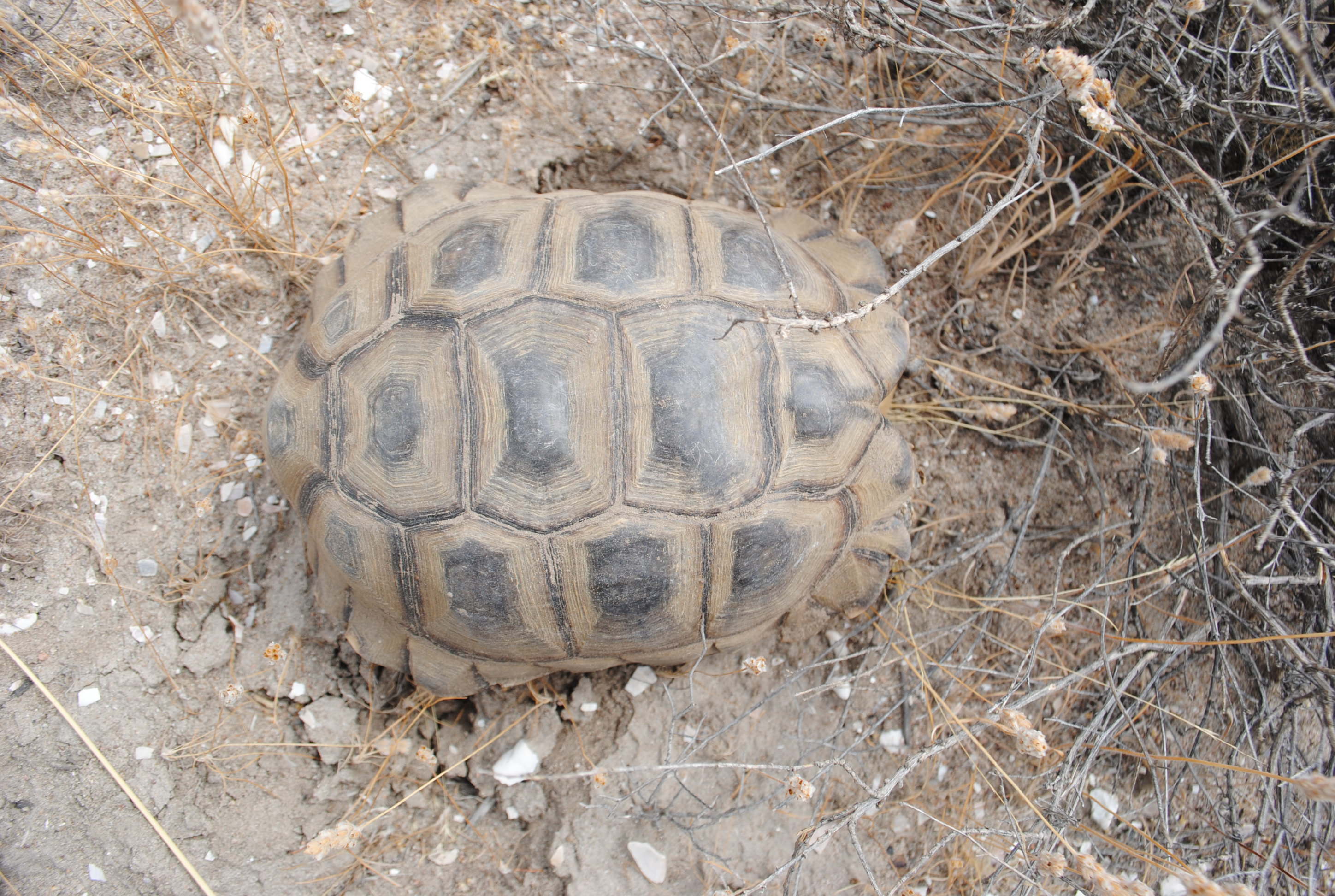
Chelonoidis chilensis haplogrupo do Norte, tartaruga do chaco (América do Sul).
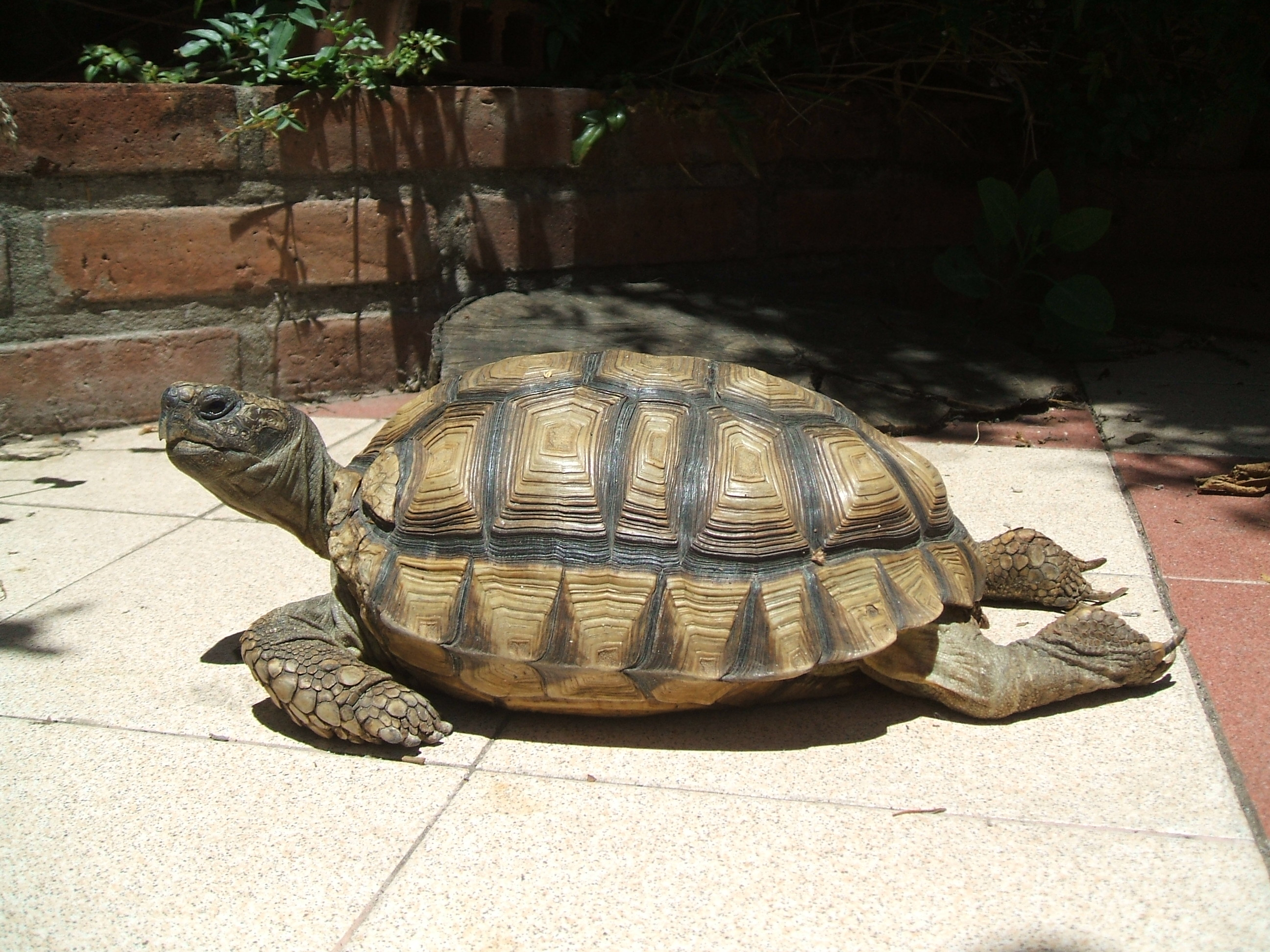
Chelonoidis chilensis haplogrupo chaco seco, tartaruga do chaco (América do Sul).
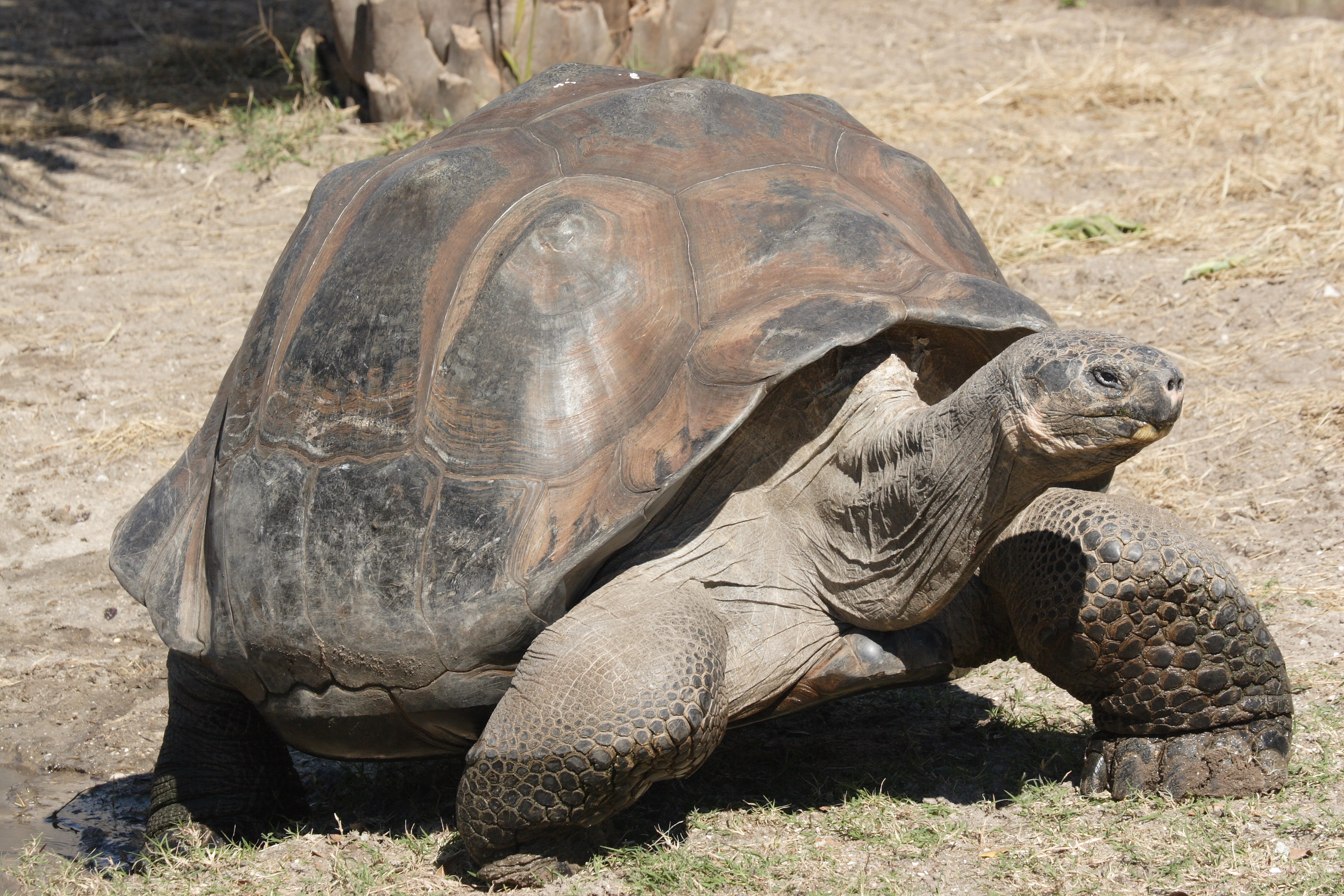
Chelonoidis nigra, a tartaruga-das-galápagos, na América do Sul.
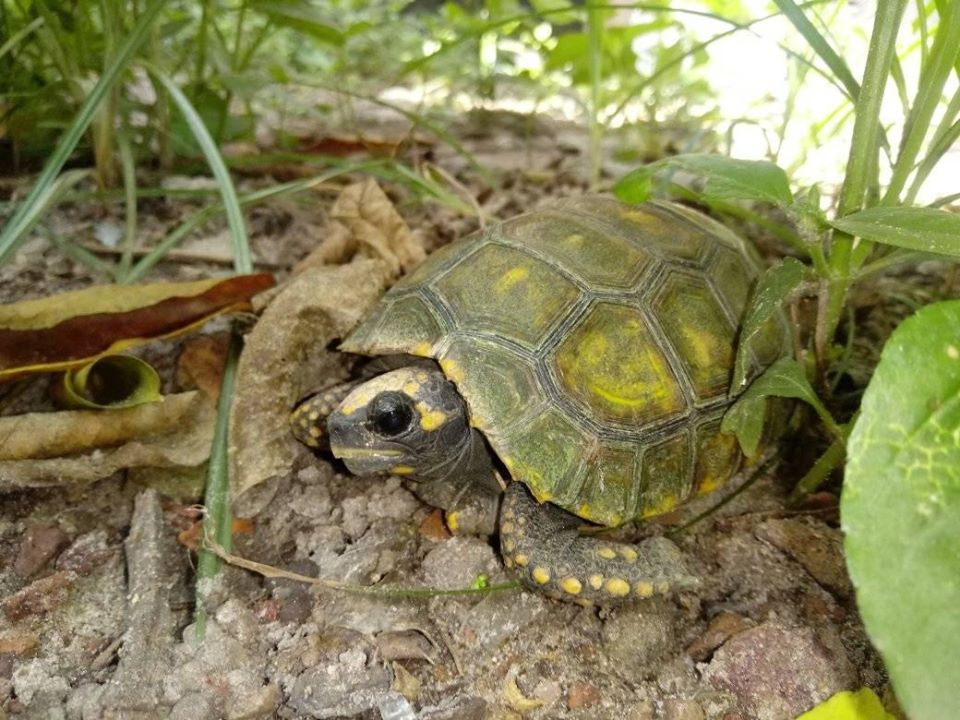
Chelonoidis denticulata, o jabuti-tinga, nativo do norte da América do Sul, eventualmente também do centro-oeste e sudeste do Brasil.
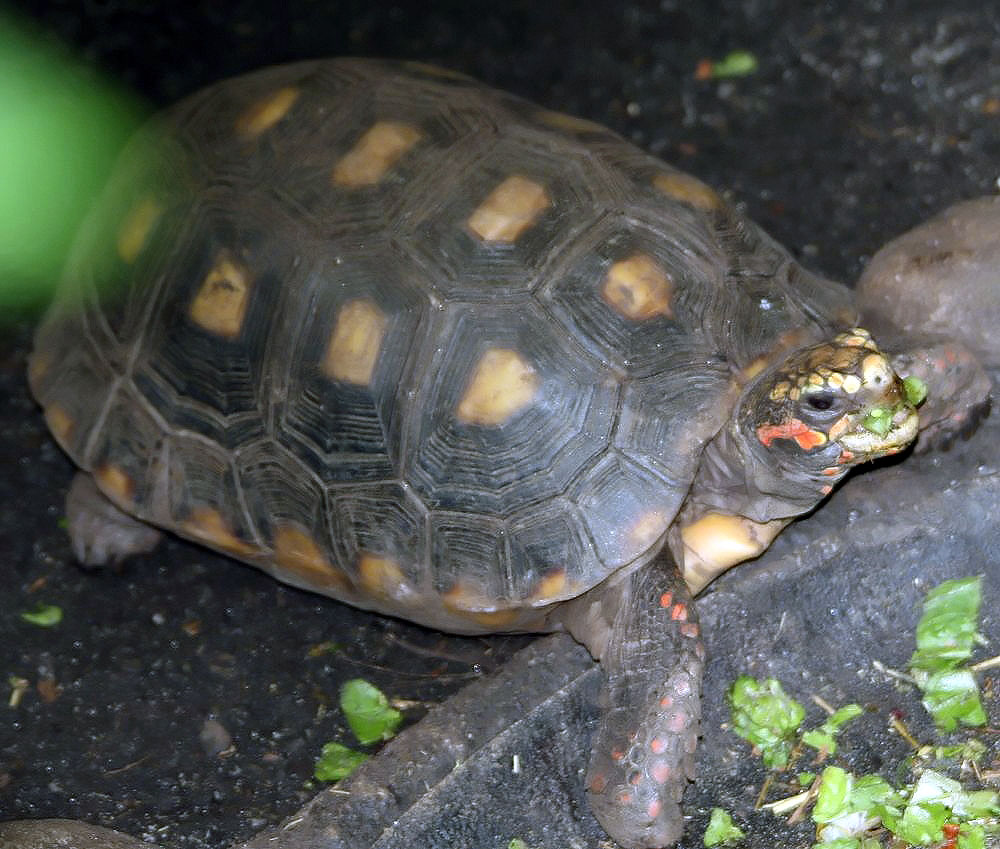
Chelonoidis carbonaria, o jabuti-piranga, nativo da América do Sul continental, Sudeste do Panamá e Caribe.
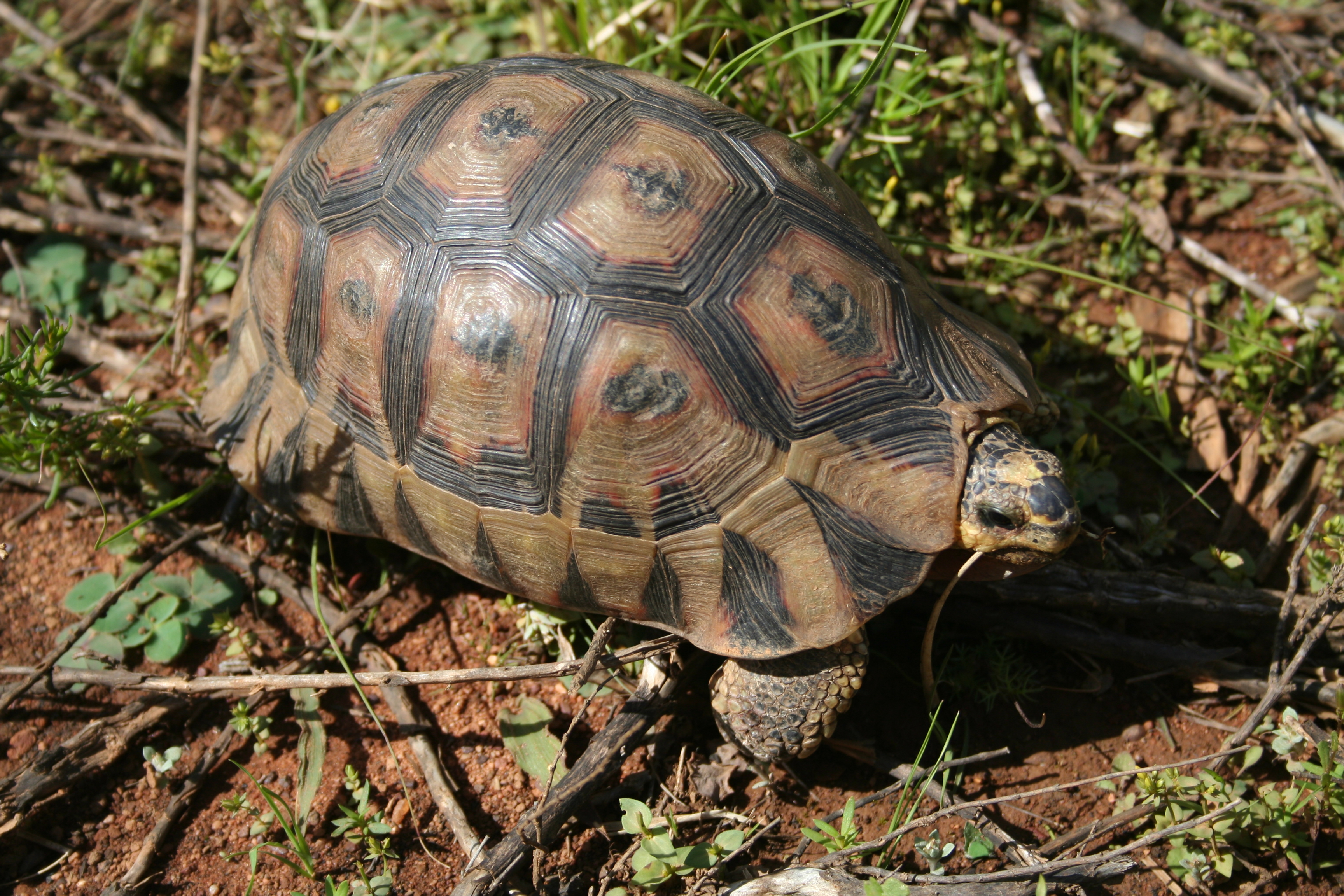
Chersina angulata, África do Sul.
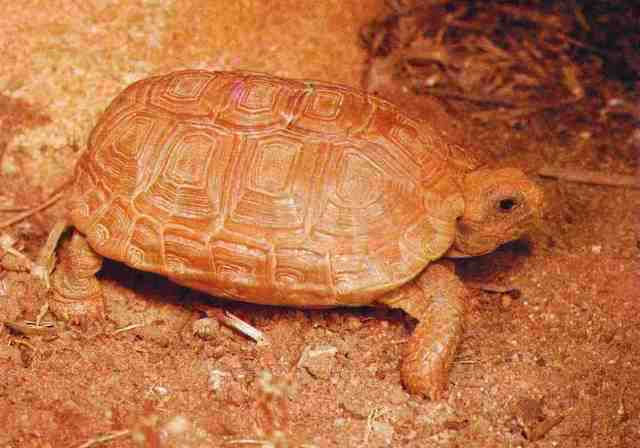
Chersobius boulengeri, África do Sul.
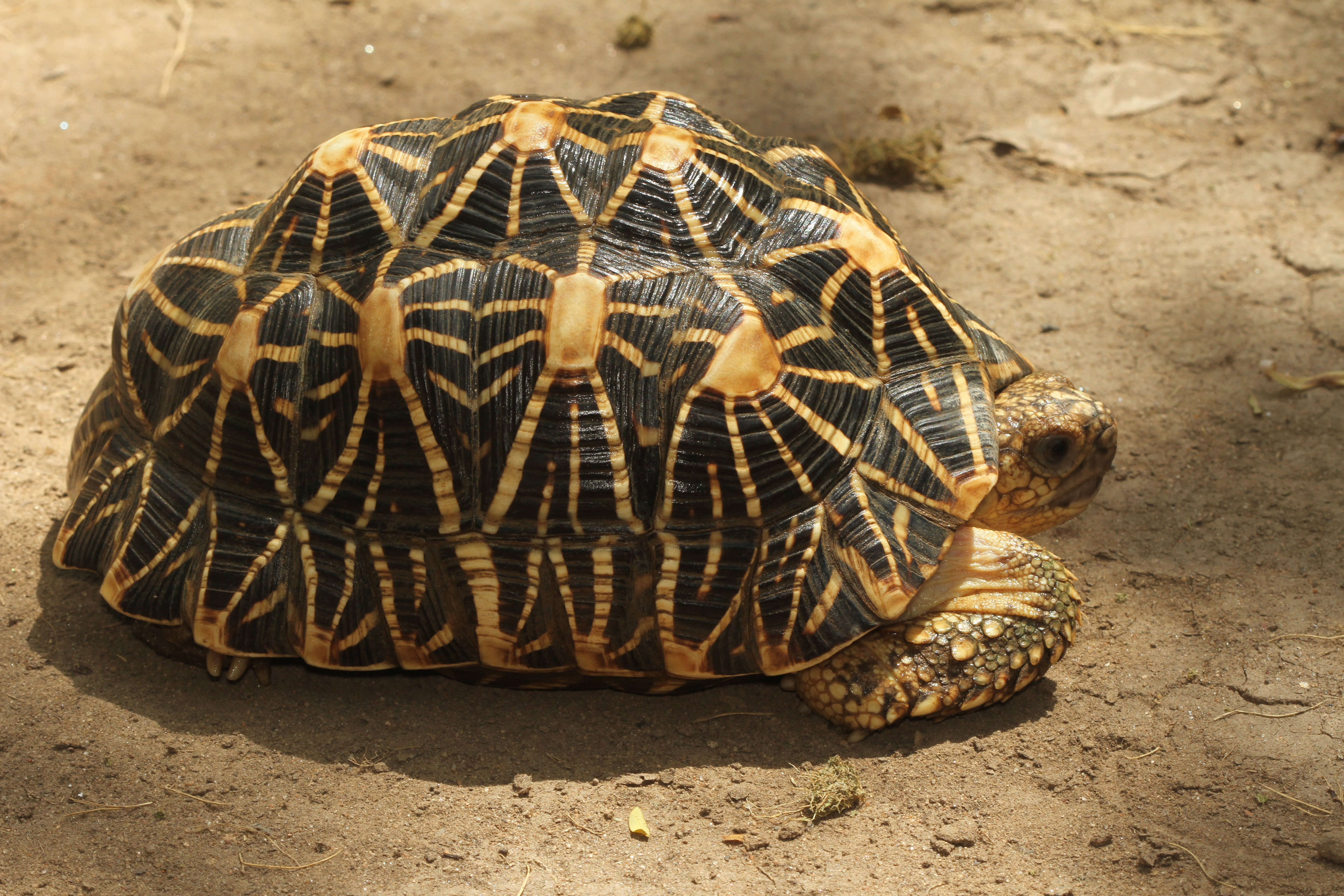
Geochelone elegans, nativa da Índia e Sri Lanka.
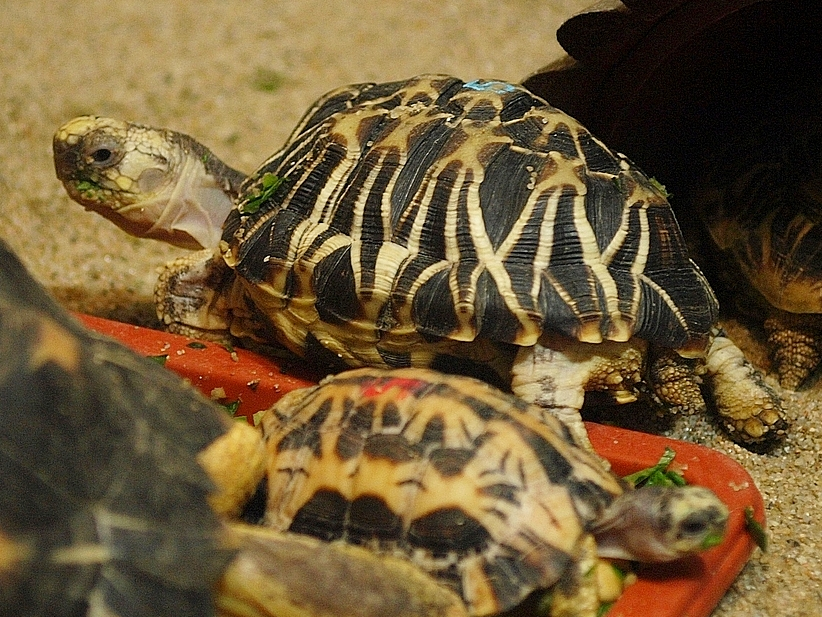
Geochelone platynota, nativa de Mianmar.
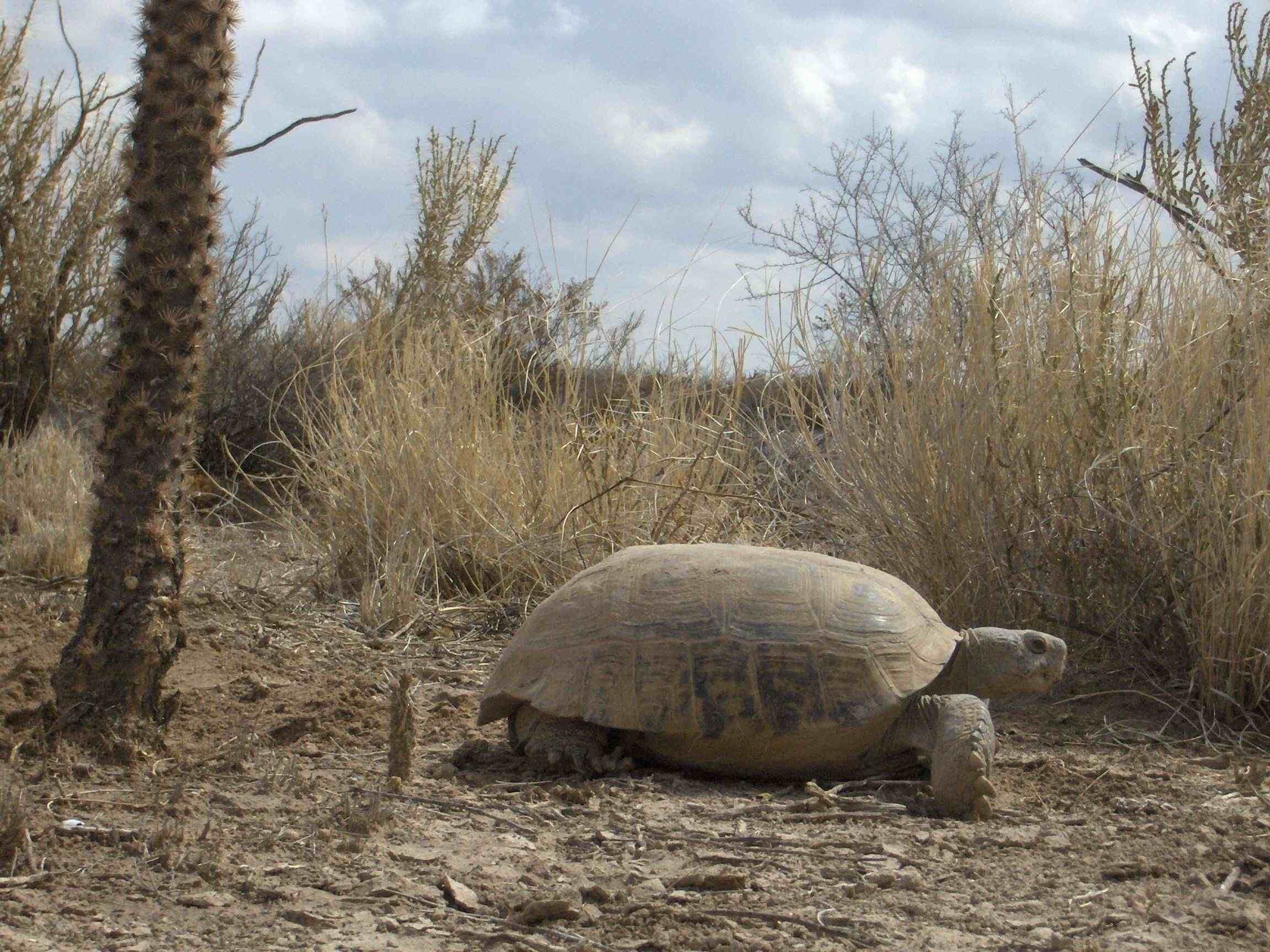
Gopherus flavomarginatus, ou tartaruga de Bolson, do México.
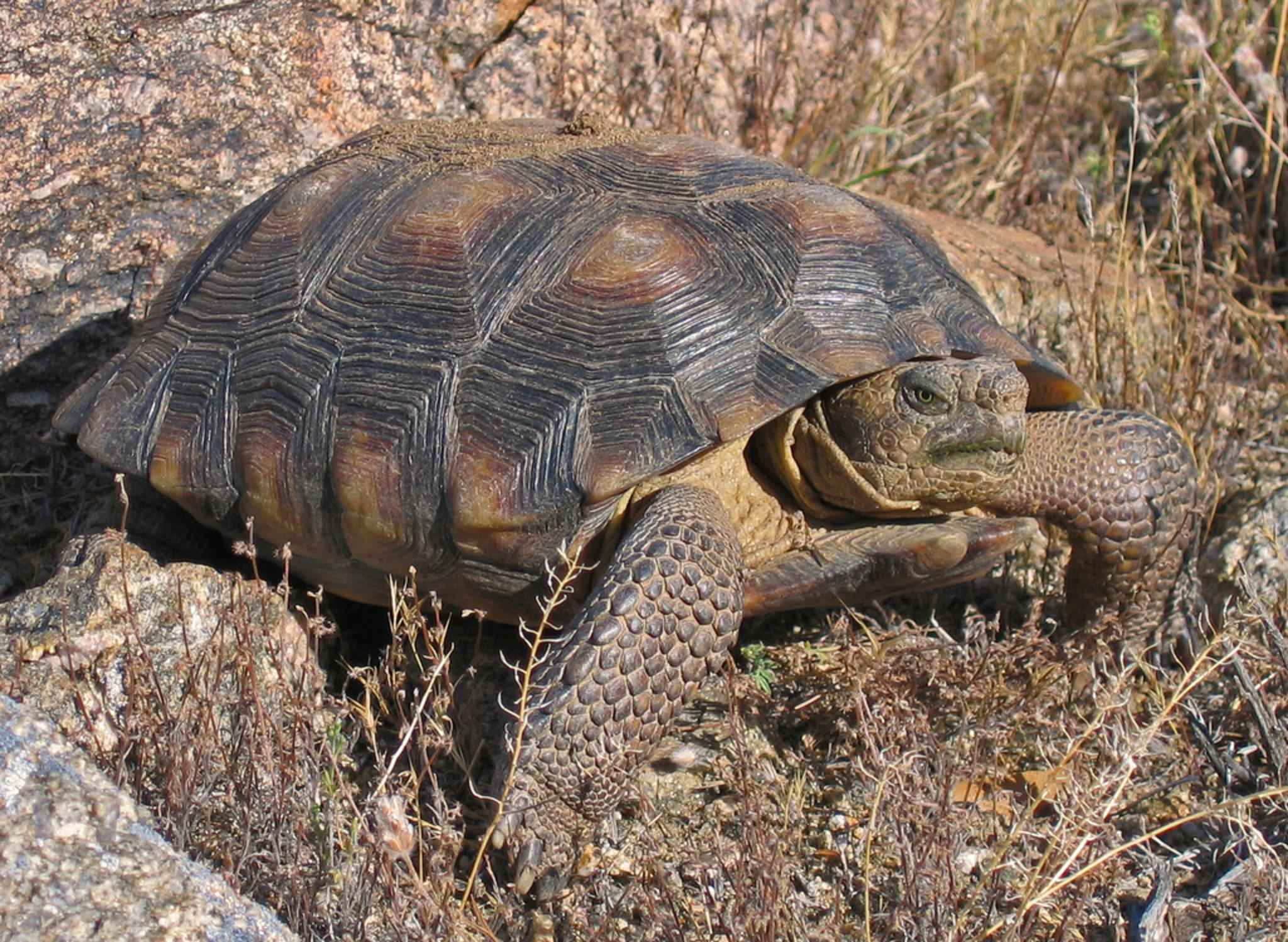
Gopherus morafkai, sudoeste dos Estados Unidos e noroeste do México.
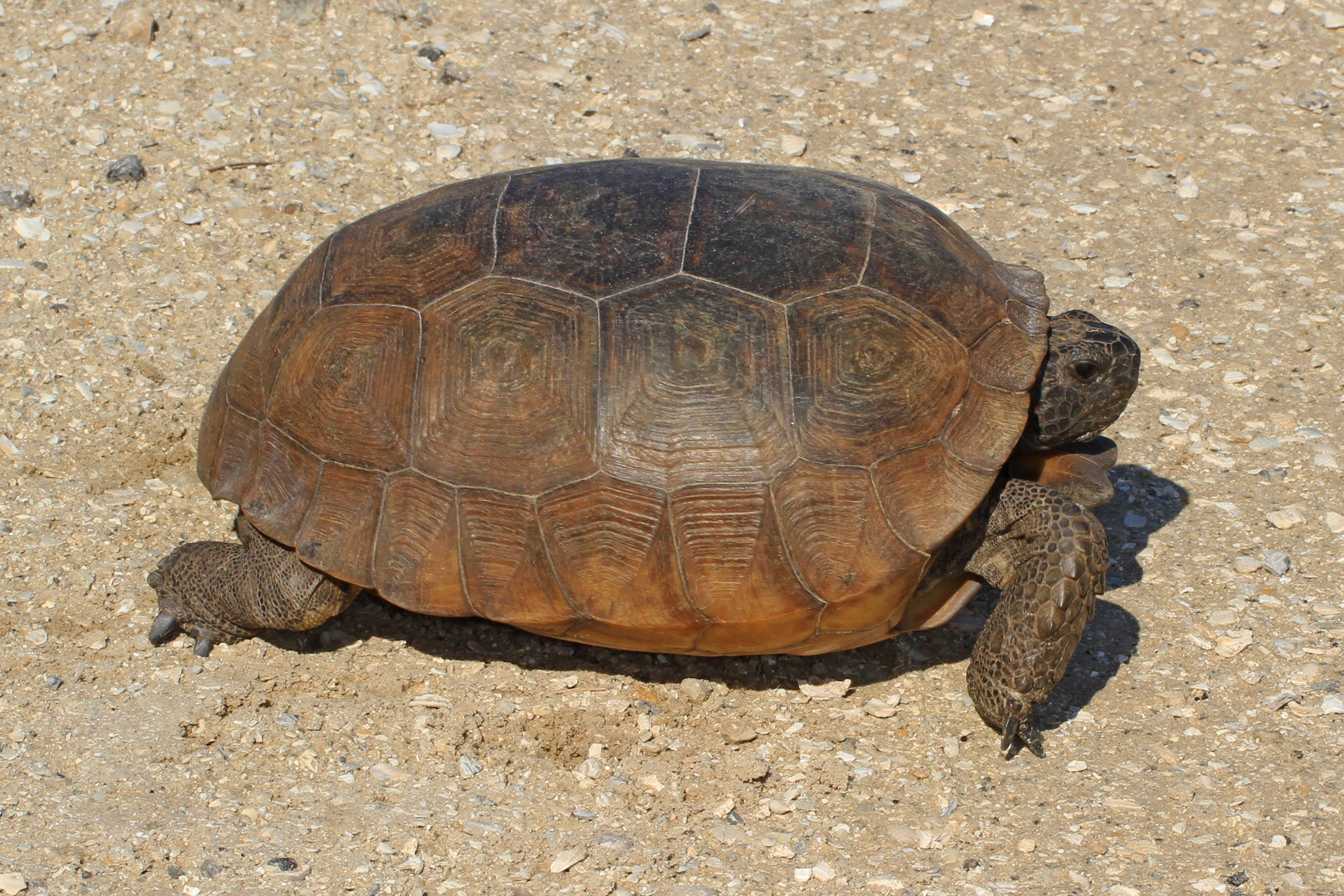
Gopherus polyphemus, Estados Unidos.
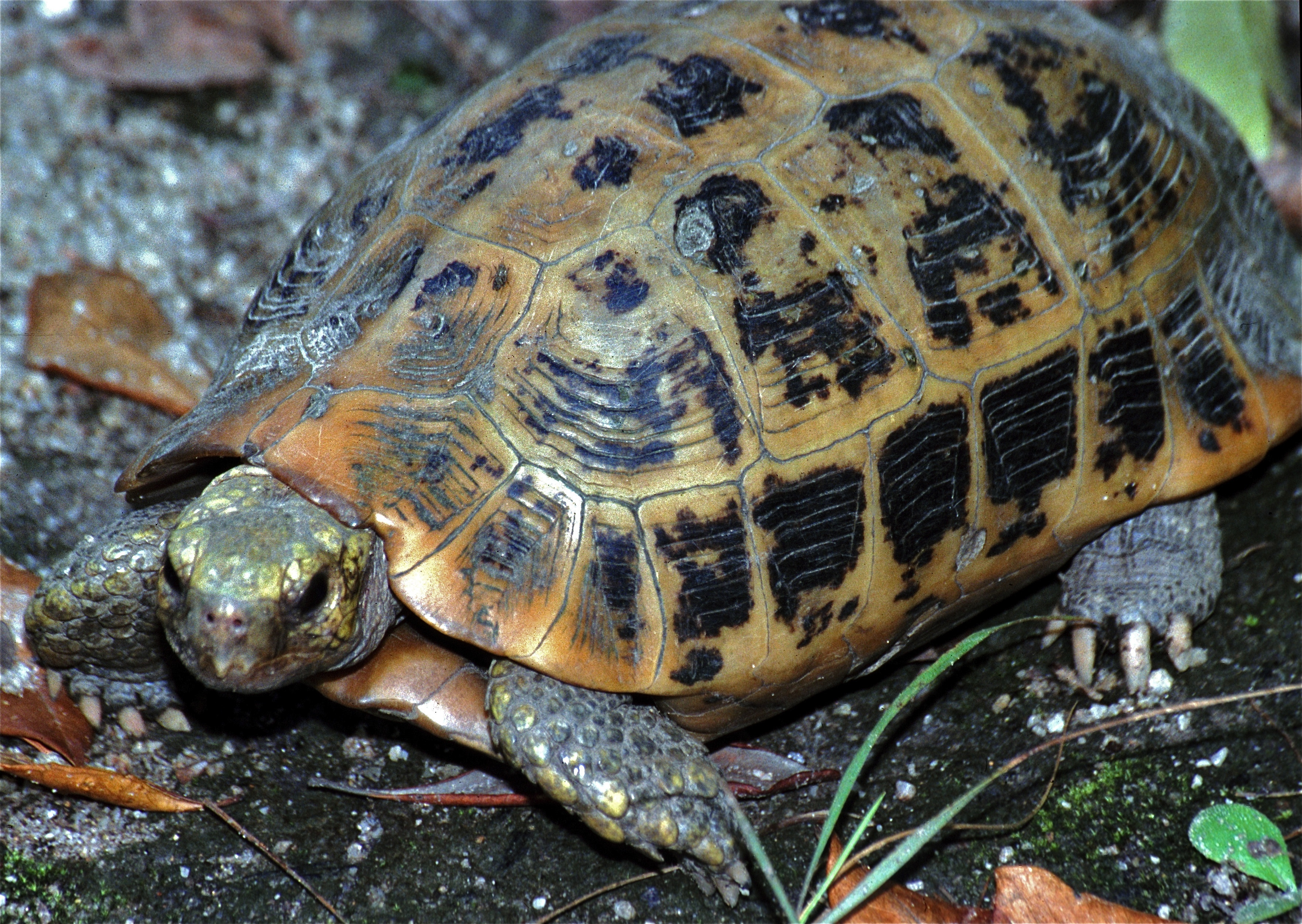
Indotestudo elongata, Sudeste asiático e Índia.
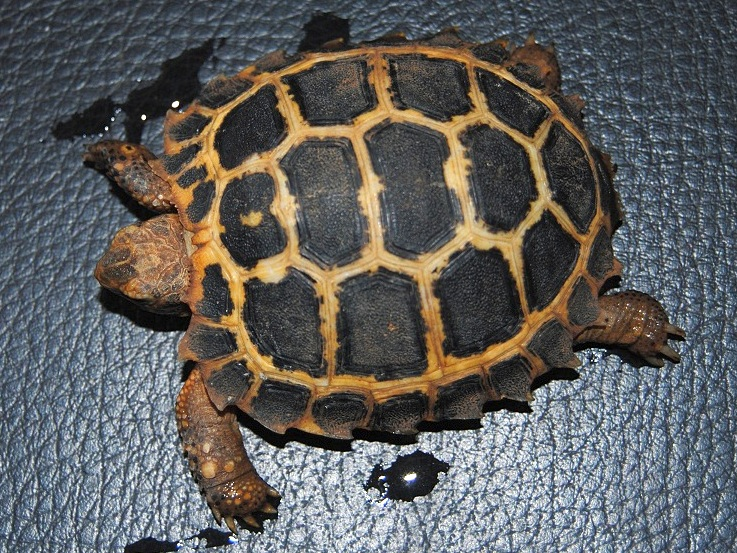
Indotestudo forstenii, Indonésia.
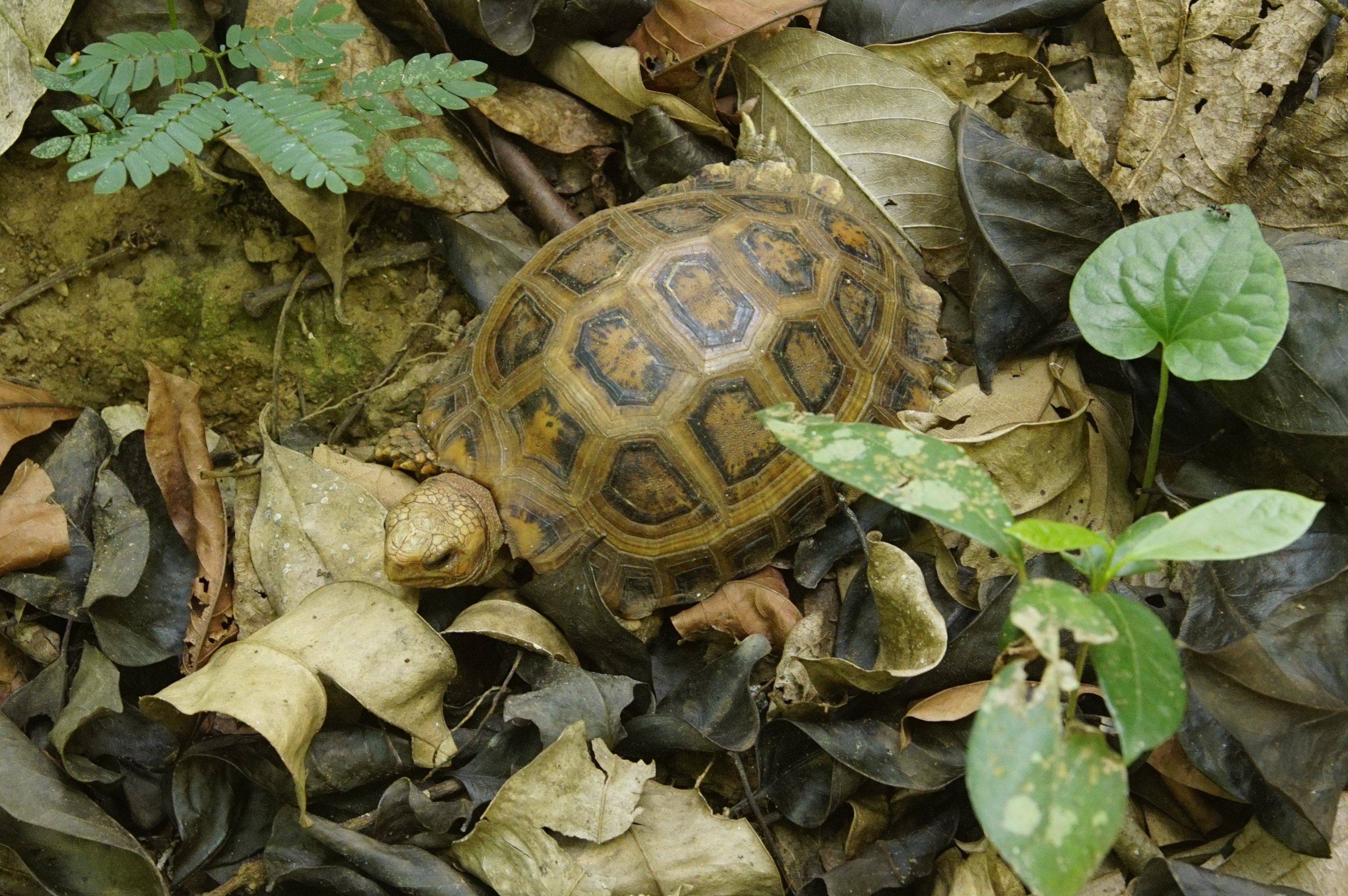
Indotestudo travancorica, Índia.
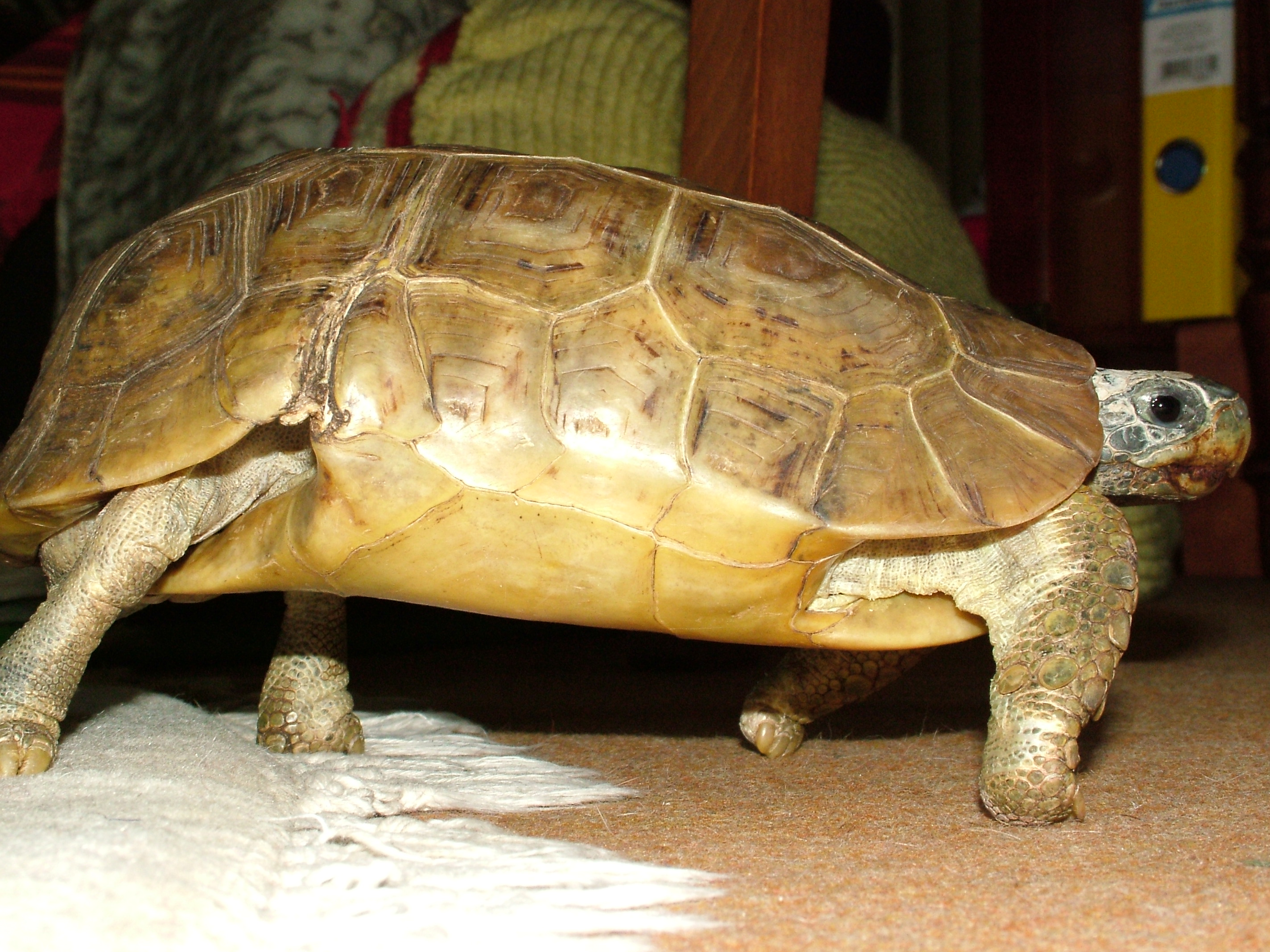
Kinixys belliana, África do Sul.
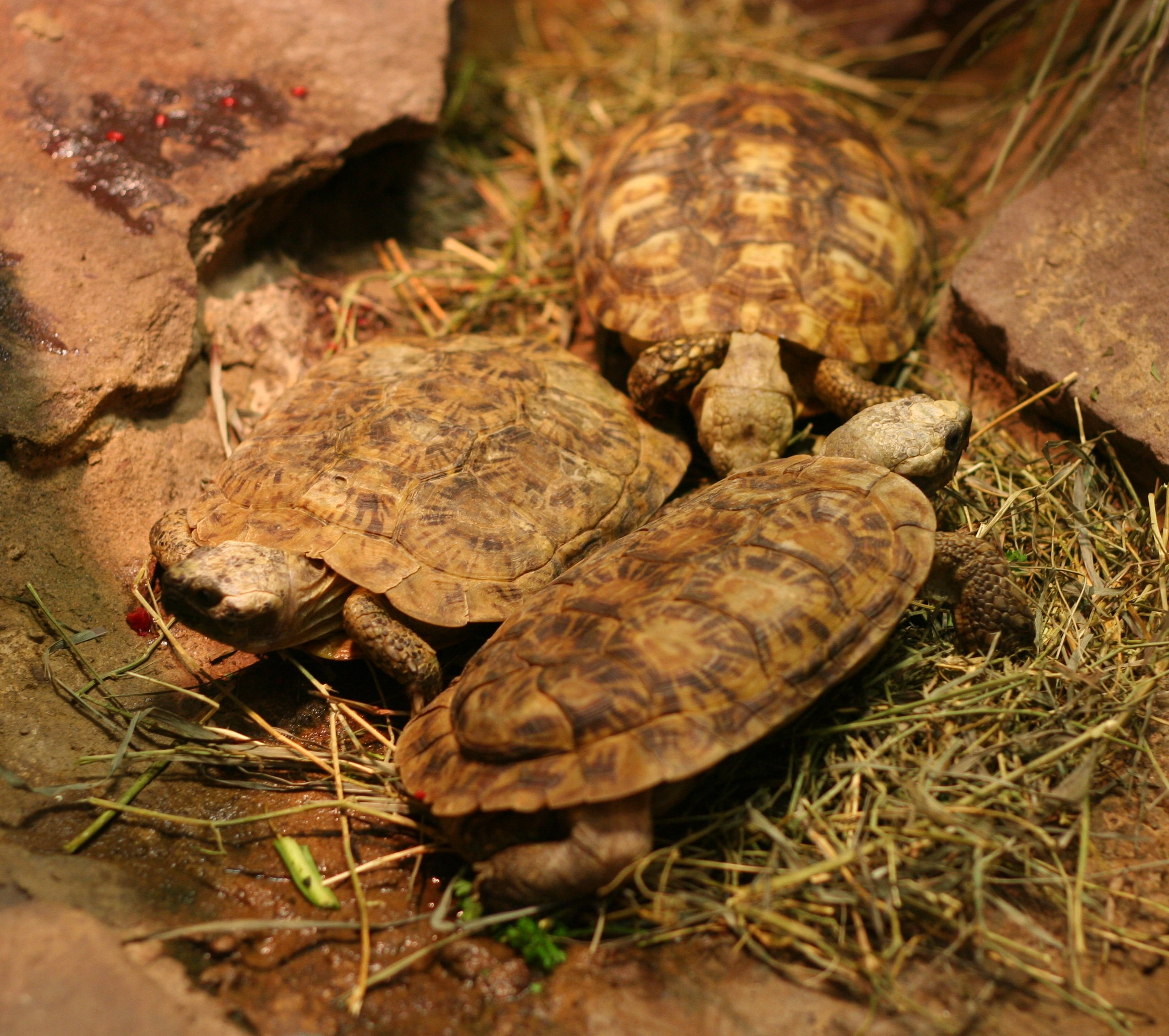
Malacochersus tornieri, a tartaruga panqueca, do sul do Quênia e norte da Tanzânia.
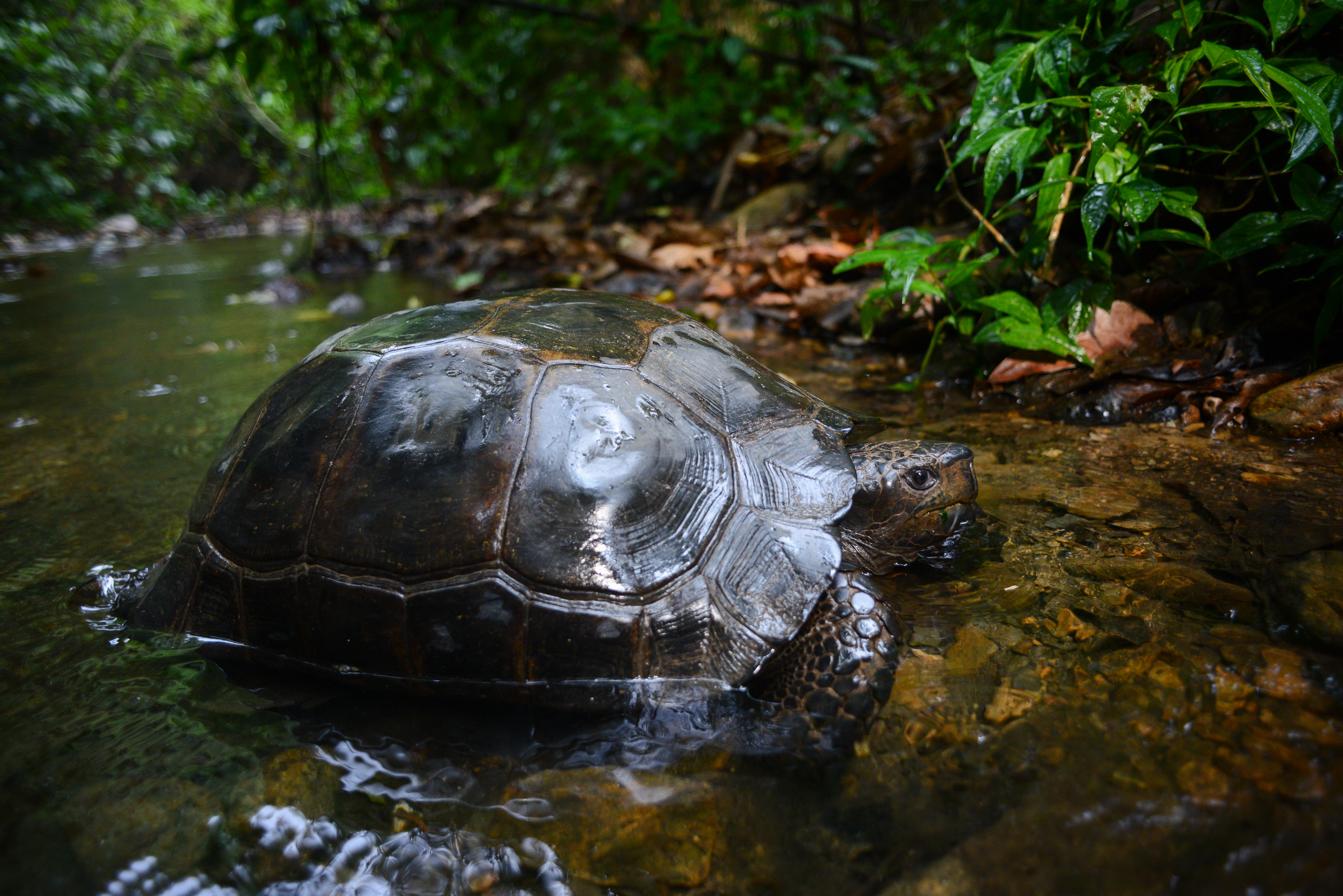
Manouria emys, Sudeste da Ásia.
Manouria impressa, Sudeste da Ásia.
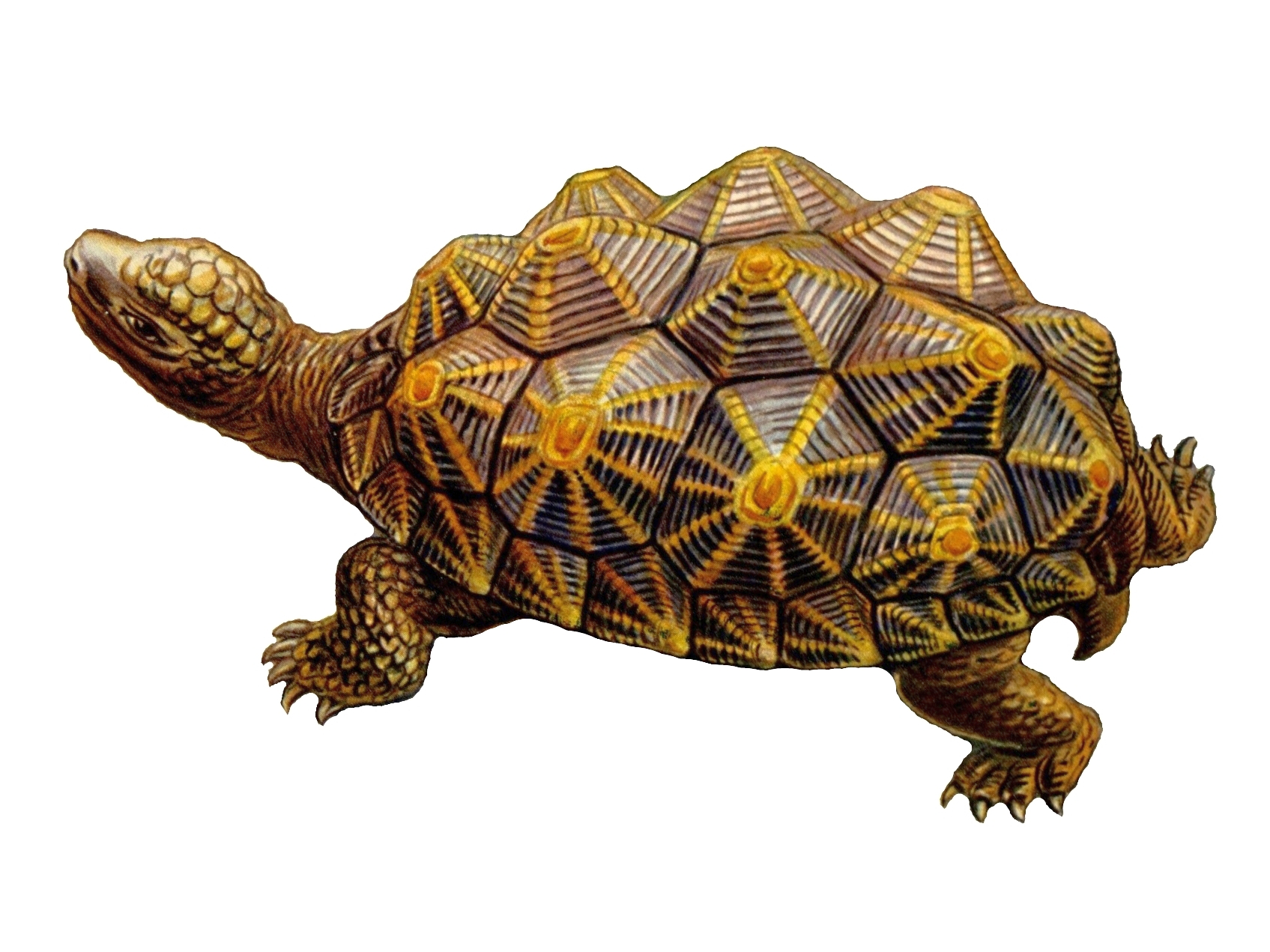
Psammobates geometricus, África do Sul.
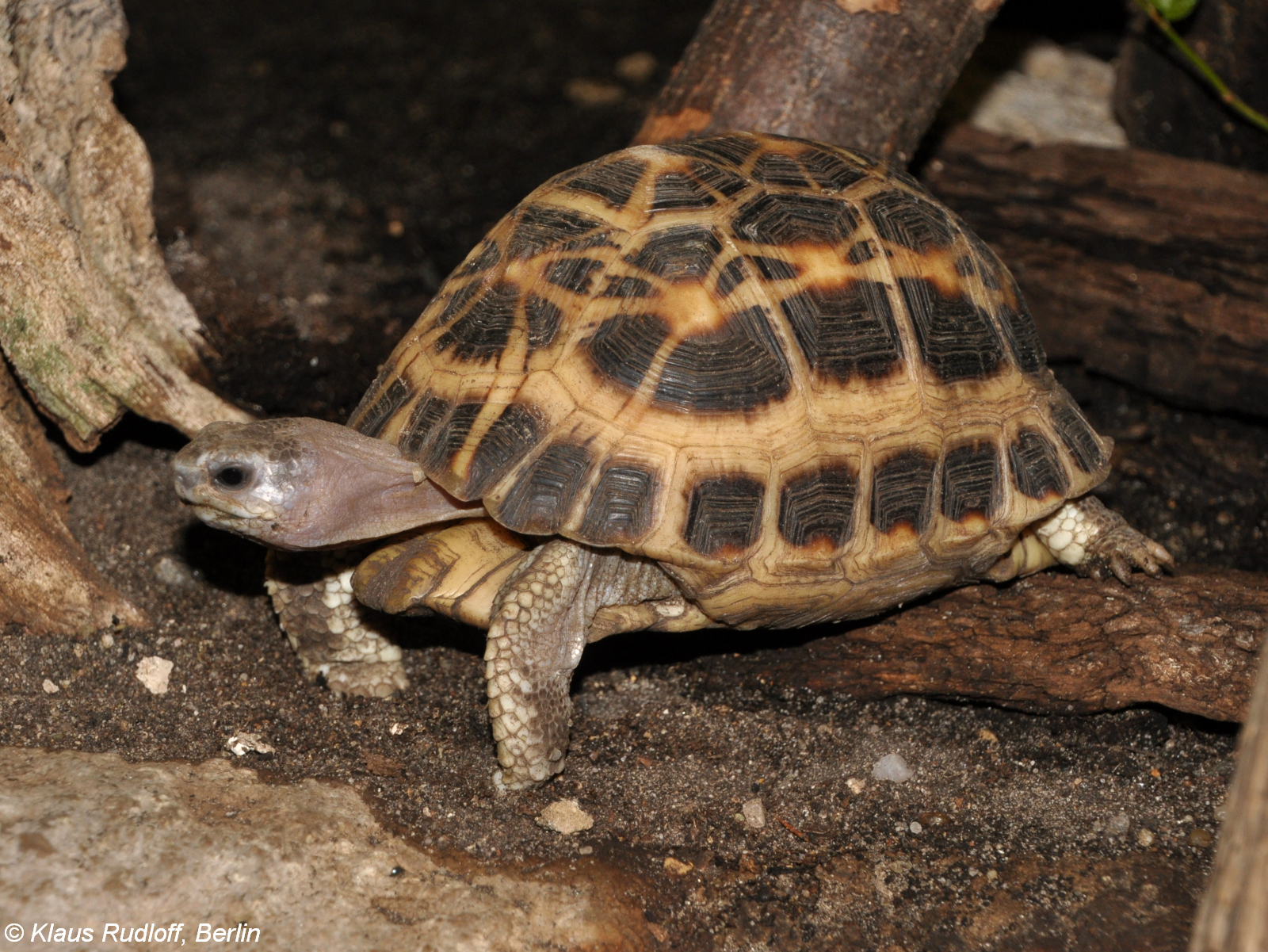
Pyxis arachnoides, Madagascar.
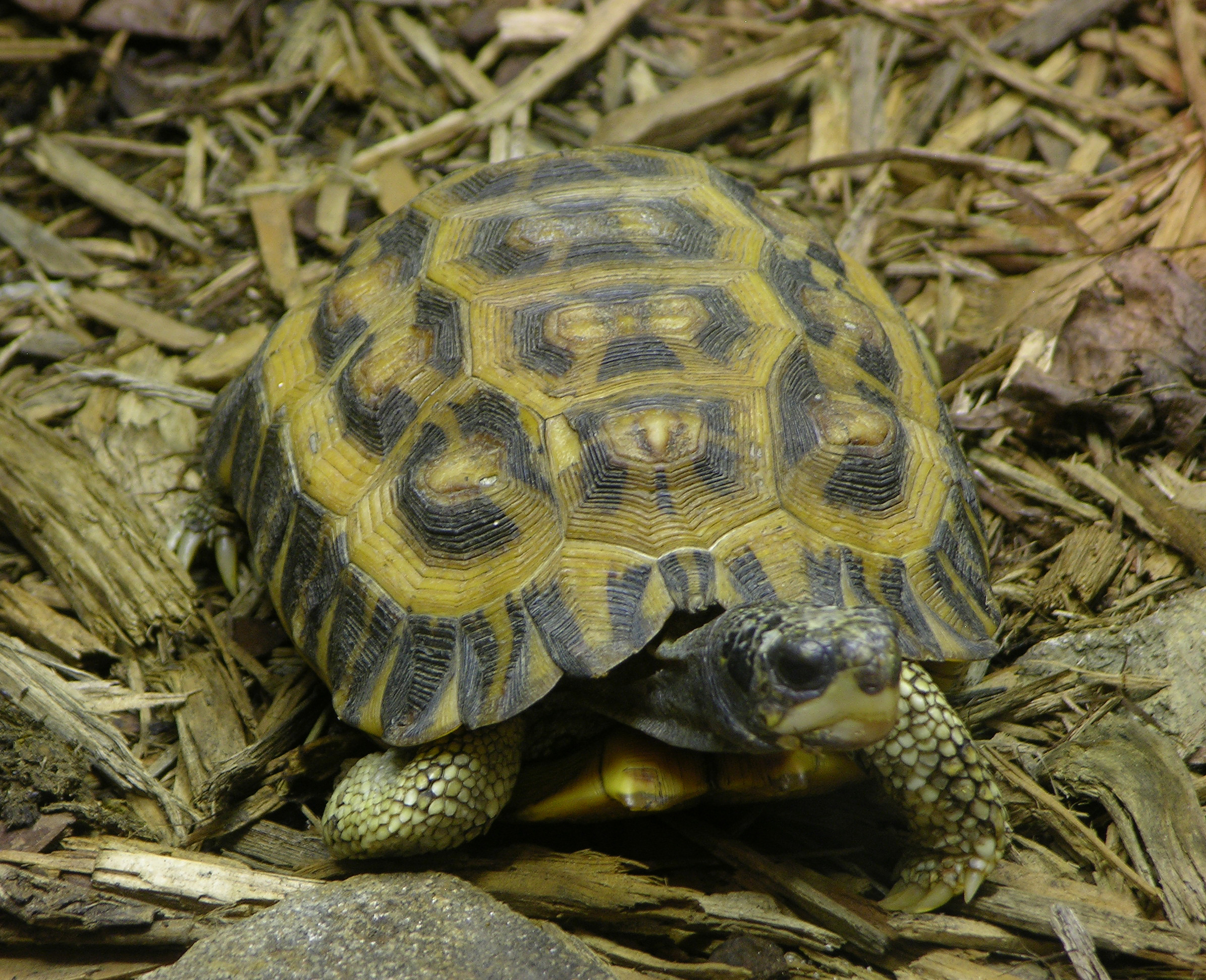
Pyxis planicauda, Madagascar.
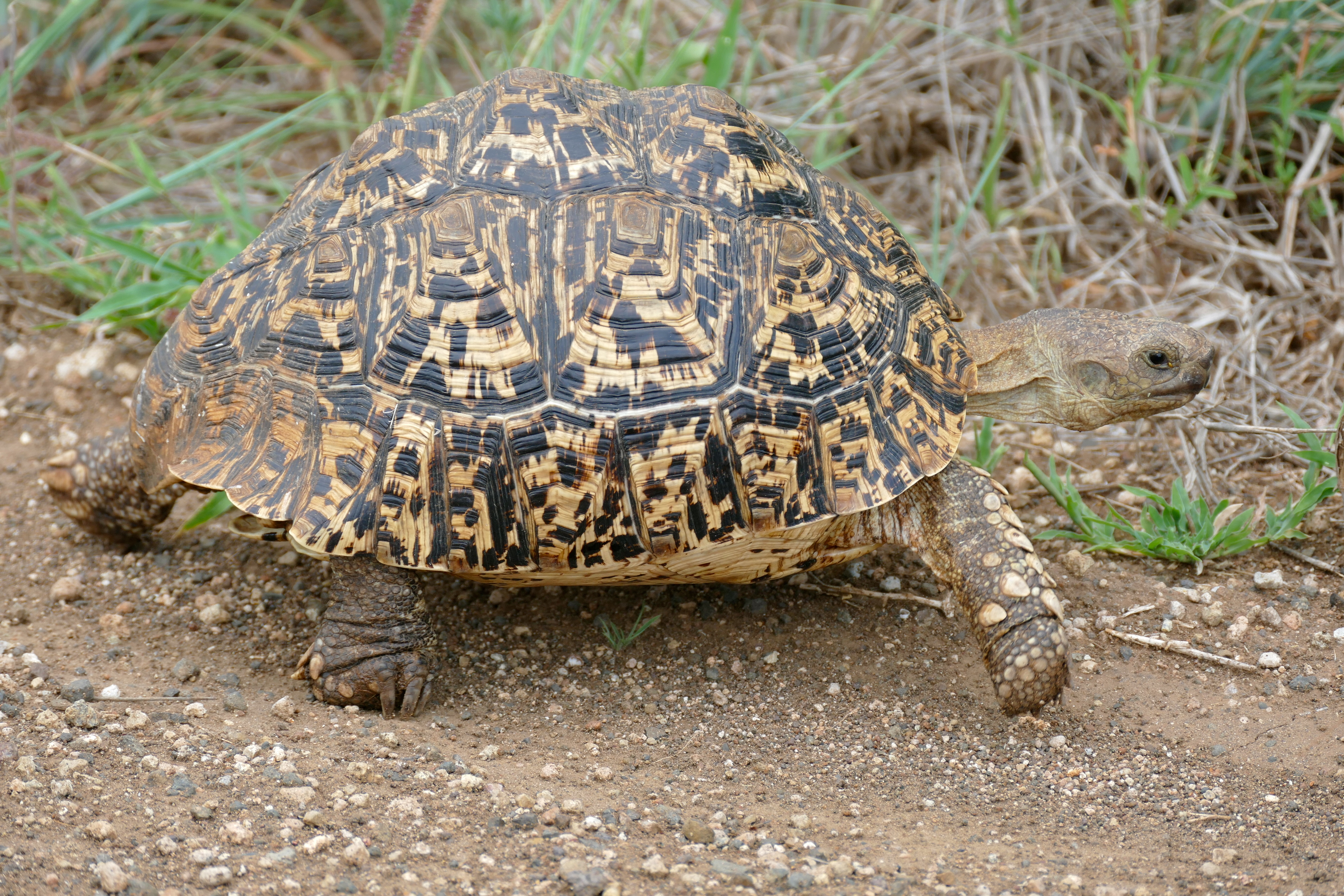
Stigmochelys pardalis, a tartaruga leopardo, leste da África.
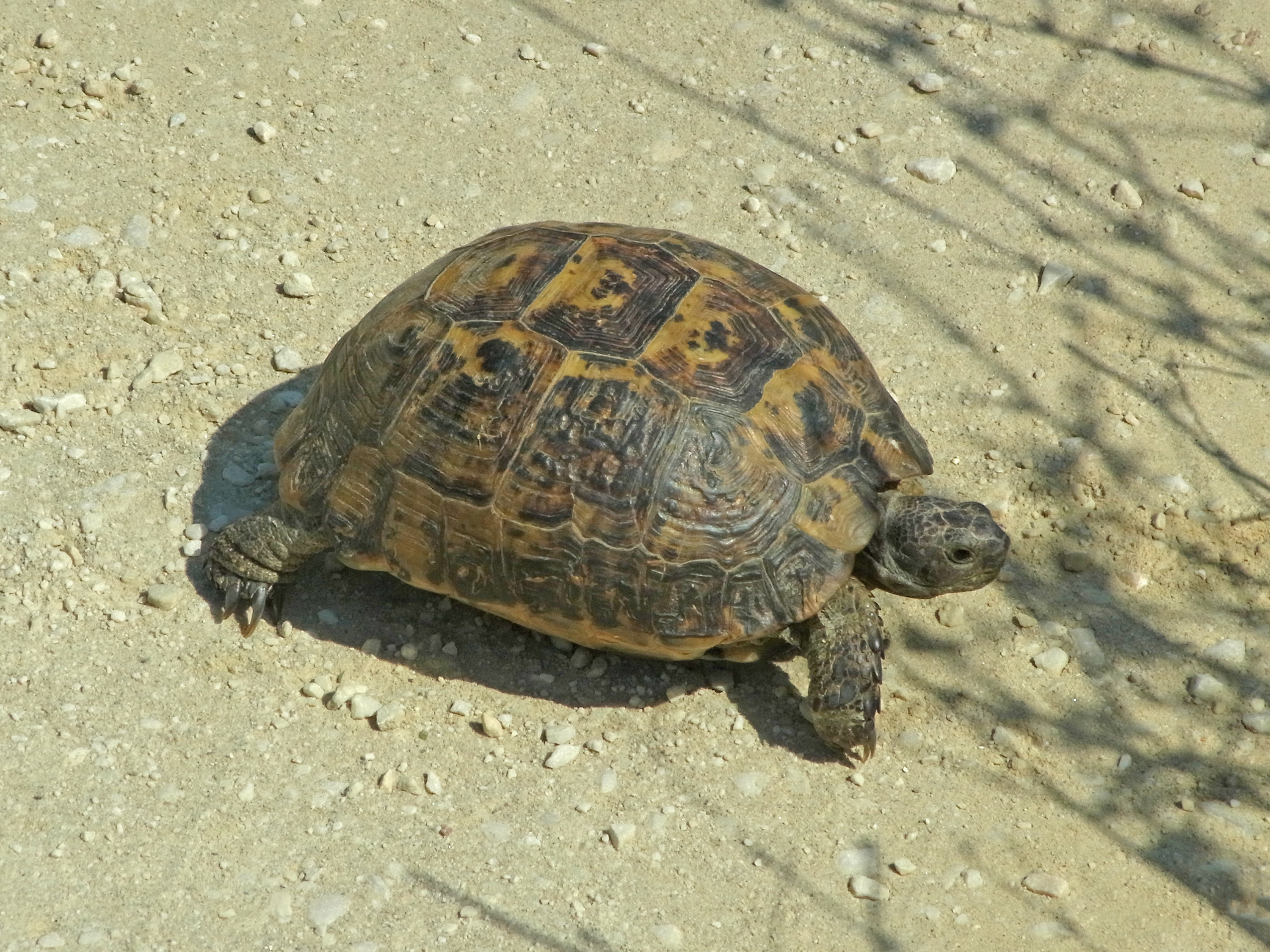
Testudo graeca, sul da Europa, leste da Europa, oeste da Ásia e norte da África.
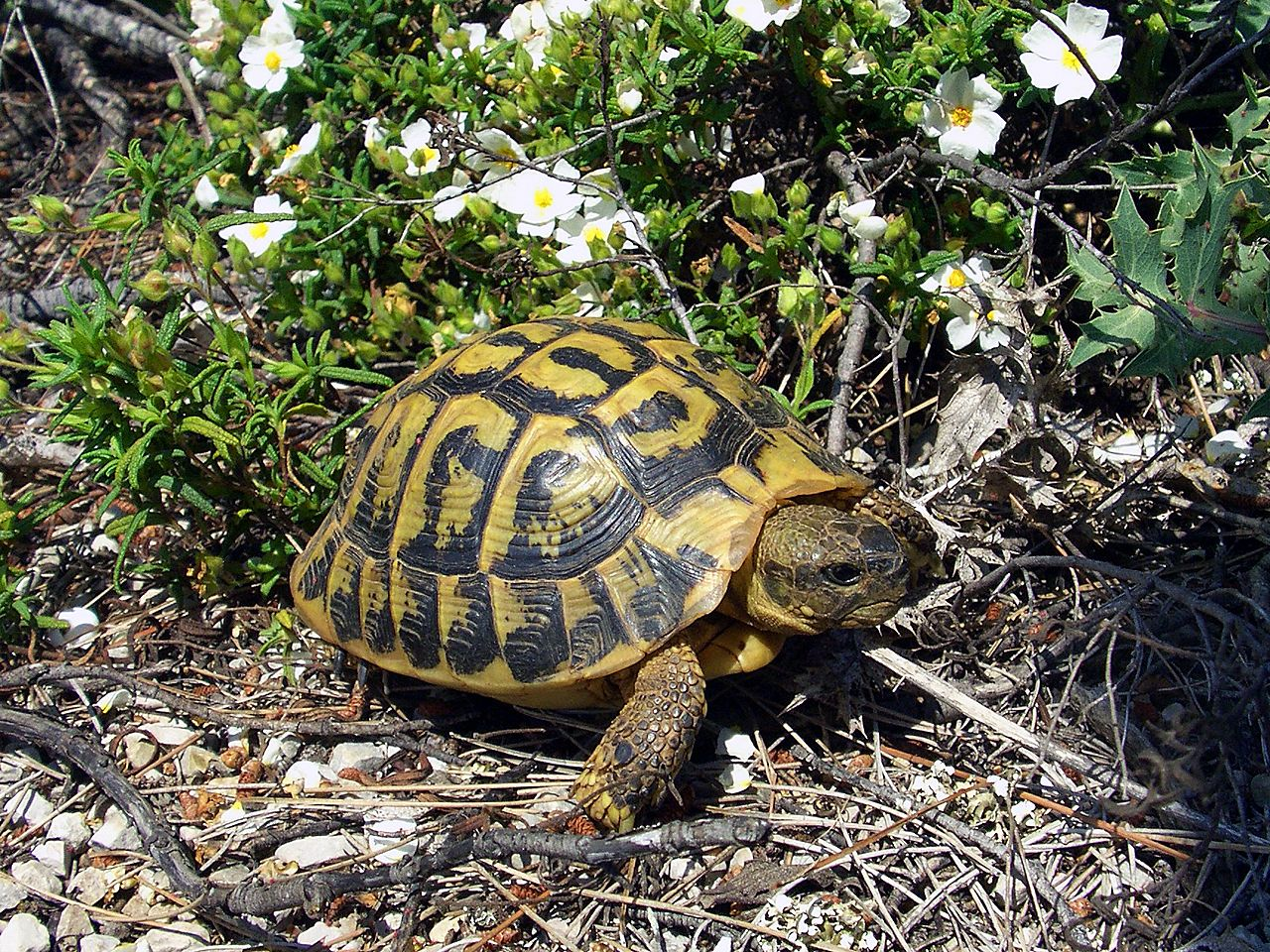
Testudo hermanni, sul da Europa.
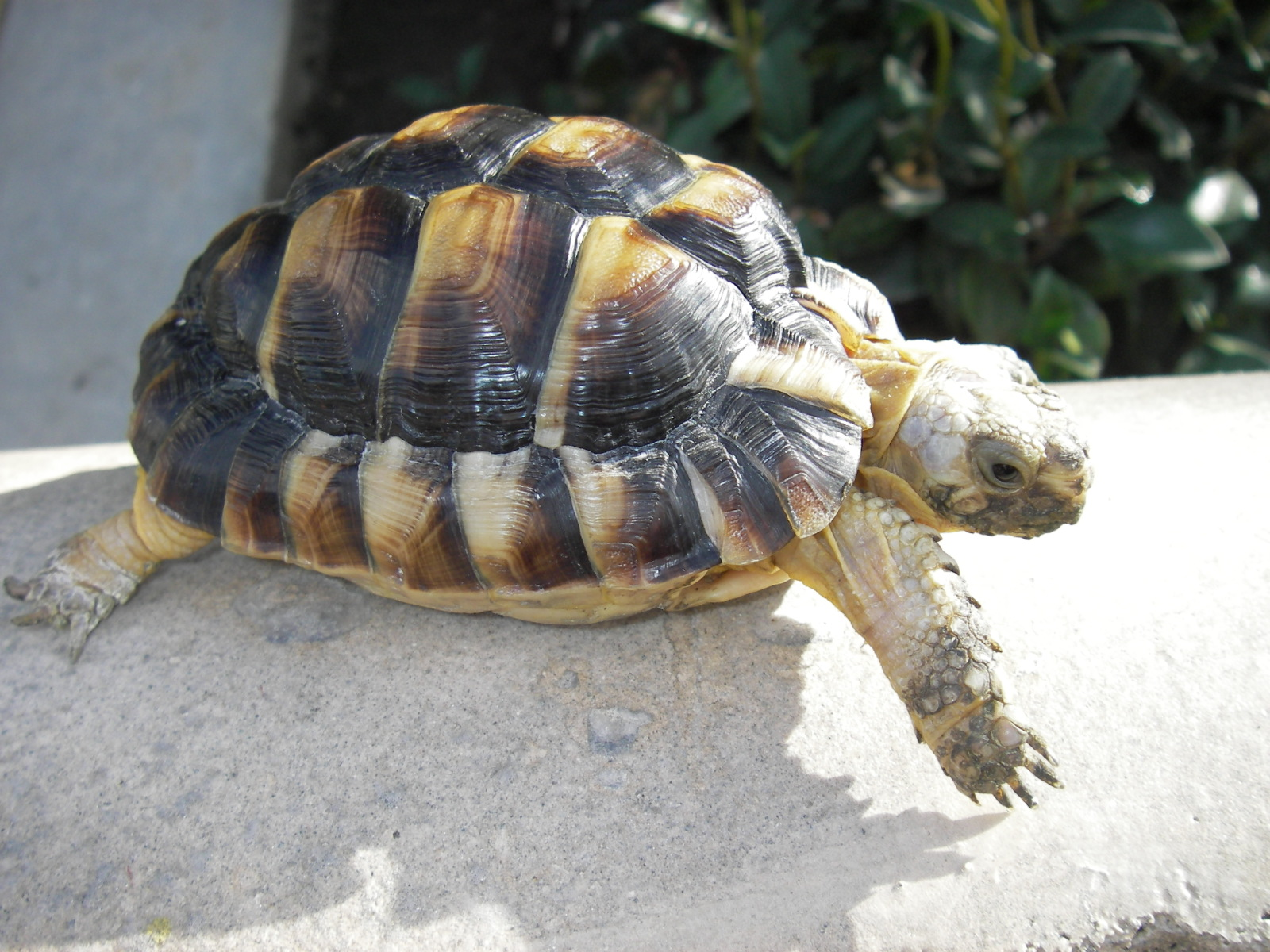
Testudo kleinmanni, Egito e Líbia.
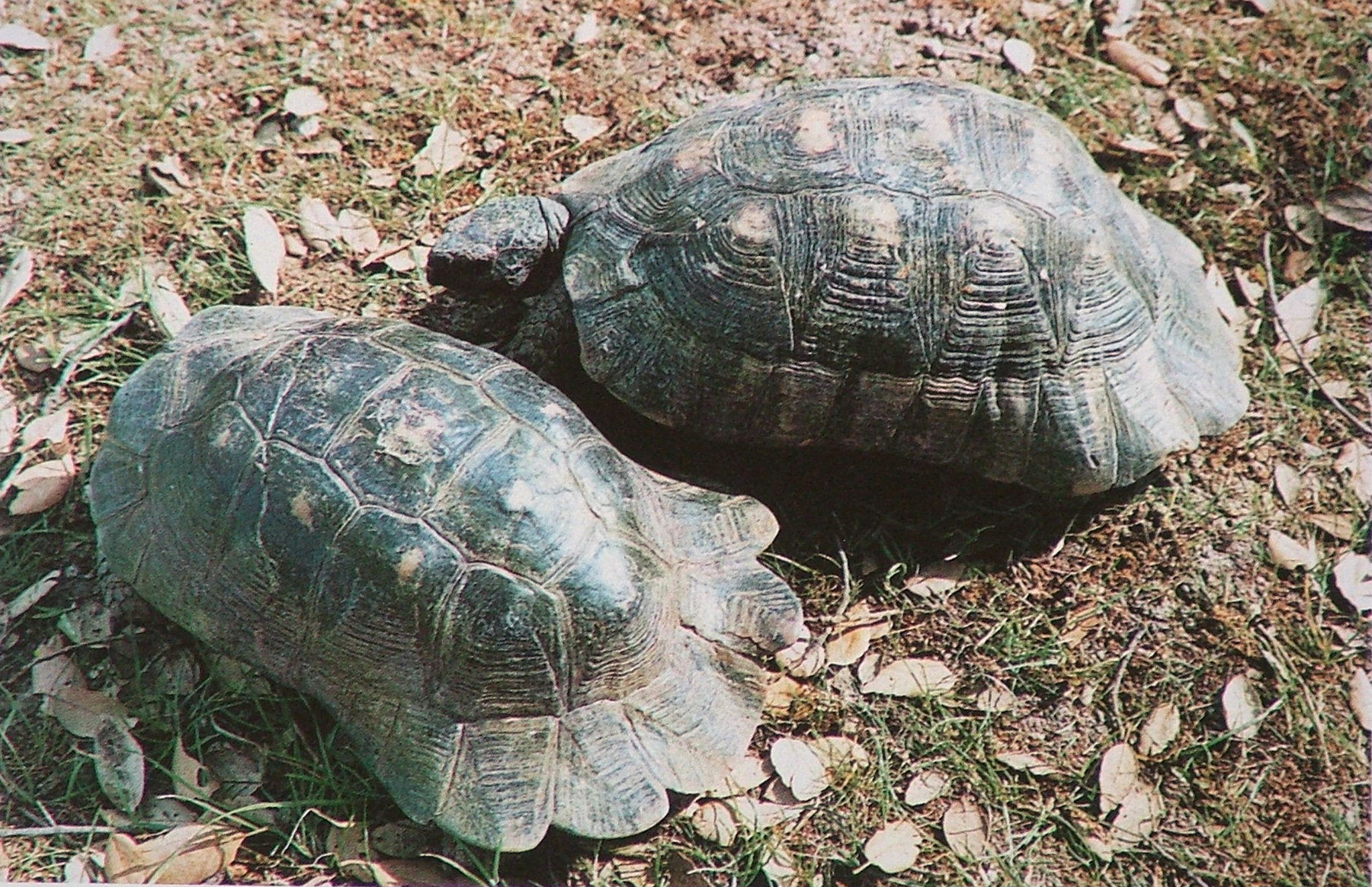
Testudo marginata, nativa da Grécia, Itália, e Balcãs no Sul da Europa.